# Wybory parlamentarne w Polsce w 1989 roku
Wybory parlamentarne w Polsce w 1989 roku (tzw. wybory czerwcowe, wybory kontraktowe, wybory do Sejmu kontraktowego) – wybory parlamentarne w Polsce przeprowadzone 4 i 18 czerwca 1989 w wyniku i na zasadach uzgodnionych w trakcie rozmów Okrągłego Stołu. W ich wyniku wybranych zostało 460 posłów na Sejm PRL oraz 100 senatorów do nowo utworzonego Senatu PRL.
Były to pierwsze częściowo wolne wybory w historii Polski po II wojnie światowej. Przedstawiciele niedemokratycznych władz komunistycznych Polskiej Rzeczypospolitej Ludowej zagwarantowali rządzącej koalicji, obejmującej PZPR i jej satelitów, obsadę co najmniej 299 (65%) miejsc w Sejmie. Pozostałe mandaty poselskie w liczbie 161 (35%) zostały przeznaczone dla kandydatów bezpartyjnych. Walka o te miejsca oraz walka o wszystkie mandaty senatorskie (100) miała charakter otwarty i demokratyczny. Do ubiegania się o nie dopuszczeni zostali również przedstawiciele różnych środowisk opozycji demokratycznej, jednocześnie o te mandaty konkurowali także kandydaci jawnie wspierani lub nieformalnie popierani przez obóz władzy, reprezentanci różnych organizacji społecznych i zawodowych, osoby niezależne. Wybory te zakończyły się zdecydowanym zwycięstwem opozycji solidarnościowej zorganizowanej wokół Komitetu Obywatelskiego przy Lechu Wałęsie. Kandydaci wspierani przez Komitet Obywatelski zdobyli wszystkie mandaty przeznaczone dla bezpartyjnych, a także objęli 99 na 100 miejsc w Senacie. Jednocześnie obóz PRL-owskiej władzy poniósł porażkę, przy czym za najbardziej prestiżową klęskę uznano przegraną niemal wszystkich kandydatów z tzw. listy krajowej, obejmującej większość przywódców reżimu. W wyniku wyborów czerwcowych Polska stała się pierwszym państwem tzw. bloku wschodniego, w którym przedstawiciele opozycji demokratycznej uzyskali realny wpływ na sprawowanie władzy. Wybory te są uznawane za moment przełomowy dla procesu przemian politycznych w Polsce, zapoczątkowały zdecydowane przyspieszenie transformacji ustrojowej.

## Geneza

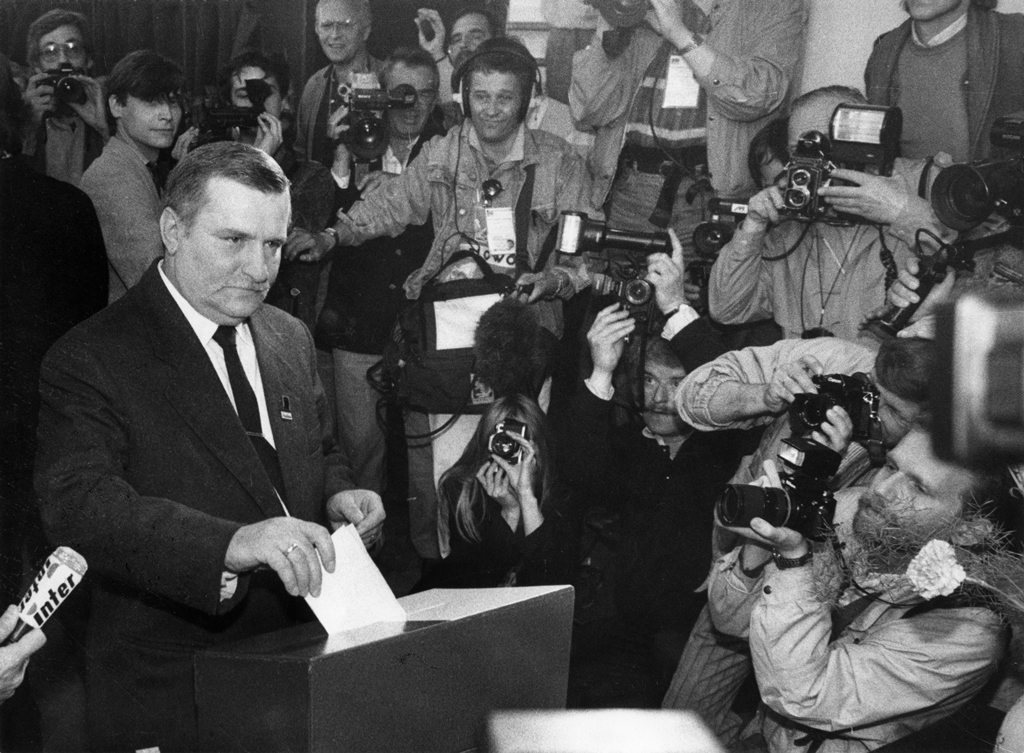
Lech Wałęsa – lider solidarnościowej opozycji

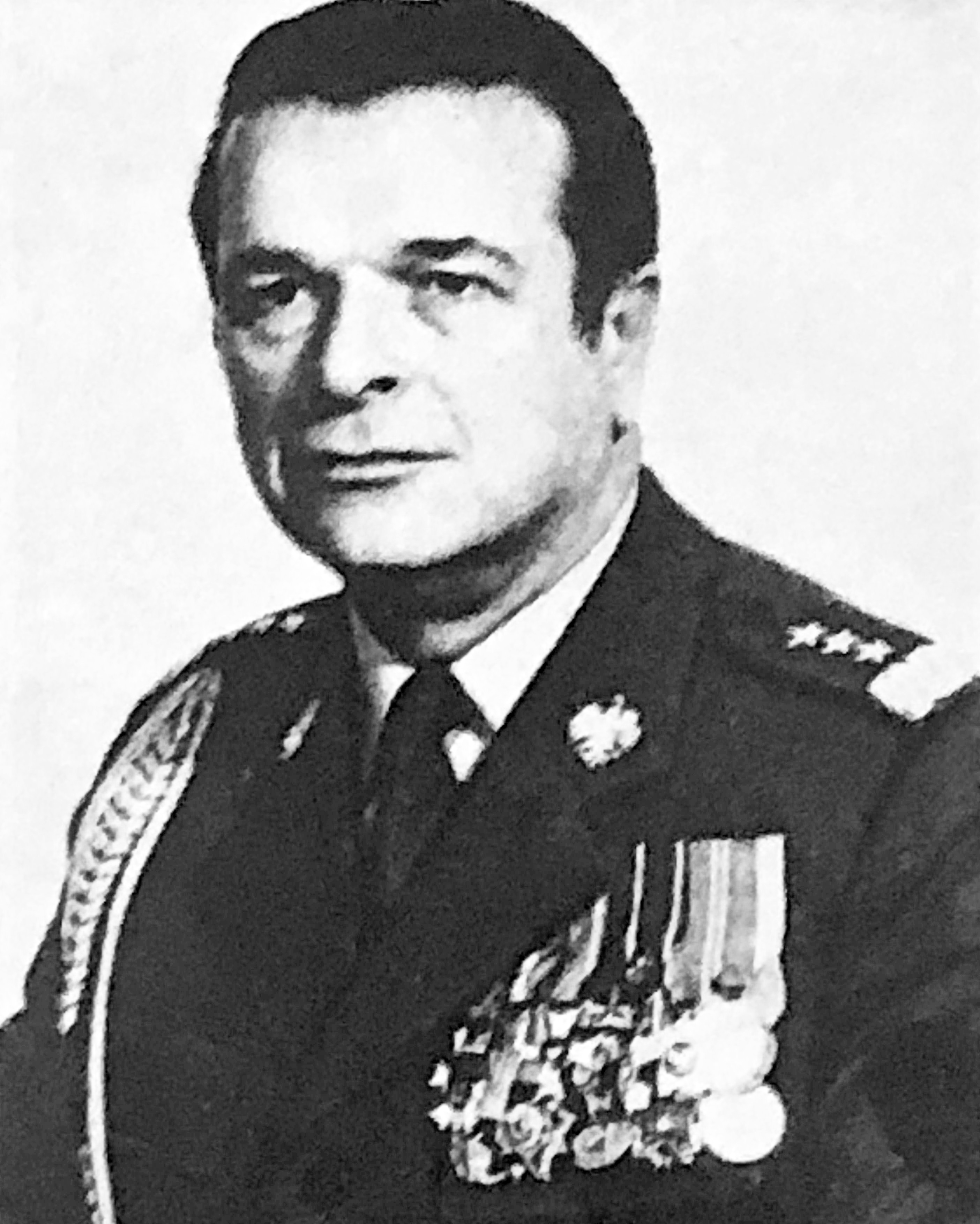
Generał Czesław Kiszczak, minister spraw wewnętrznych i jeden z liderów PZPR, bezskutecznie kandydował z listy krajowej

Głosowania w niedemokratycznej powojennej Polsce, określane mianem wyborów, odbywały się regularnie, lecz miały charakter fasadowy. Od 1947 ich stałym elementem było fałszowanie wyników na korzyść komunistycznej władzy, jak również brak rzeczywistej wolności w dokonywaniu aktu wyborczego. Władzę w państwie sprawowała w tym czasie komunistyczna Polska Zjednoczona Partia Robotnicza, otoczona uzależnionymi od niej organizacjami satelickimi, funkcjonując formalnie w formie koalicji stanowiącej Front Jedności Narodu, a następnie Patriotyczny Ruch Odrodzenia Narodowego. Oficjalne wyniki przeprowadzanych w tym czasie „wyborów” ogłaszały miażdżące zwycięstwa obozu władzy przy niemal pełnej frekwencji. Przykładowo w głosowaniu do Sejmu przeprowadzonym w 1980 miało rzekomo wziąć udział 98,87% uprawnionych, z czego aż 99,52% miało poprzeć kandydatów FJN. Gdy w 1985 ustalono obsadzenie 50 mandatów poselskich z tzw. listy krajowej, umieszczeni na niej poszczególni kandydaci (w łącznej liczbie 50) mieli otrzymać poparcie na poziomie 97–98%.
W połowie lat 80. w państwach bloku wschodniego zaczął znacząco nasilać się kryzys gospodarczy, zarówno w ZSRR, jak i w krajach satelickich, w tym w PRL. Wiązało się to z pogorszeniem nastrojów społecznych, które w Polsce władza próbowała bezskutecznie łagodzić np. poprzez ogłoszenie w 1986 amnestii, w wyniku której zwolniono większość więźniów politycznych. Również w 1986 Lech Wałęsa powołał jawną Tymczasową Radę NSZZ „Solidarność” – kierowanego przez niego niezależnego od komunistów związku zawodowego, powstałego w 1980 na mocy porozumień sierpniowych i zdelegalizowanego w 1981 w związku z wprowadzeniem stanu wojennego. Pomimo publicznego działania „Solidarność” nadal była traktowana przez komunistów jako organizacja nielegalna. W 1987 rząd zaczął propagować tzw. drugi etap reformy gospodarczej, organizując referendum zawierające relatywnie niejasne pytania o poparcie dla „programu radykalnego uzdrowienia gospodarki” i „modelu głębokiej demokratyzacji”, które zakończyło się porażką obozu władzy.
1 lutego 1988 dokonano najwyższej od około 6 lat podwyżki cen. 25 kwietnia tegoż roku rozpoczęły się strajki w Bydgoszczy. Wkrótce protesty, wywołane społecznym niezadowoleniem wynikającym ze stale pogarszającej się sytuacji gospodarczej i złej sytuacji politycznej, zaczęły wybuchać w całym kraju. O ile pierwsi protestujący żądali jedynie podwyżki płac, to już kolejni strajkujący zaczęli głosić także postulaty przywrócenia do pracy pracowników zwolnionych z uwagi na ich działalność opozycyjną. Wkrótce jednym z naczelnych postulatów stała się ponowna legalizacja „Solidarności”. Strajki były zaskoczeniem zarówno dla komunistycznej władzy, jak i dla solidarnościowej opozycji, ich kolejna fala wybuchła 15 sierpnia 1988 w śląskich kopalniach. Sytuacja ta przyczyniła się do prób podjęcia rozmów z komunistami – działania takie trwały od 20 sierpnia. 26 sierpnia minister spraw wewnętrznych Czesław Kiszczak z PZPR wyraził gotowość do podjęcia dialogu z opozycją. Do jego pierwszego spotkania z Lechem Wałęsą doszło 31 sierpnia, po tych rozmowach przywódca „Solidarności” wezwał do zaprzestania strajków. Od tego czasu podejmowano kolejne spotkania opozycji z przedstawicielami władzy.
18 grudnia powołany został Komitet Obywatelski przy przewodniczącym NSZZ „Solidarność” Lechu Wałęsie, którego trzon stanowili zwolennicy rozwiązań kompromisowych. Jeszcze przed jego powstaniem, 30 listopada 1988, doszło do debaty telewizyjnej pomiędzy Lechem Wałęsą a przewodniczącym OPZZ Alfredem Miodowiczem, która ugruntowała popularność Lecha Wałęsy w społeczeństwie. W grudniu 1988 na X Plenum Komitetu Centralnego Polskiej Zjednoczonej Partii Robotniczej działacze partyjni przyjęli koncepcję podjęcia rozmów z „Solidarnością”. W styczniu 1989 Krajowa Komisja Wykonawcza „Solidarności” powołała grupę koordynatorów do organizacji rozmów. Obrady Okrągłego Stołu z udziałem przedstawicieli Kościołów trwały od 6 lutego do 5 kwietnia 1989.
W ich wyniku podjęto szereg postanowień w poszczególnych dziedzinach, w tym o zmianie ordynacji wyborczej i przeprowadzeniu nowych wyborów parlamentarnych, powołaniu urzędu Prezydenta PRL i likwidacji Rady Państwa, utworzeniu Senatu PRL. Ustalono, że 65% mandatów w Sejmie przypadnie przedstawicielom PZPR, ZSL, SD oraz koncesjonowanych chrześcijańskich stronnictw prorządowych, natomiast o pozostałe 35% będą się mogli ubiegać wyłącznie kandydaci bezpartyjni. Całkowicie wolne miały być natomiast wybory do Senatu.
Realizując uzgodnienia Okrągłego Stołu, 7 kwietnia 1989 Sejm PRL dokonał nowelizacji Konstytucji Polskiej Rzeczypospolitej Ludowej. Tego samego dnia przyjął również ordynacje wyborcze do Sejmu PRL oraz do Senatu PRL. 13 kwietnia 1989 Rada Państwa podjęła uchwałę o zarządzeniu wyborów do obu izb parlamentu na dzień 4 czerwca 1989, określając dzień 18 czerwca 1989 jako datę głosowania ponownego. Tym samym uchylono zapisy poprzedniej ustawy o ordynacji wyborczej z maja 1985, zgodnie z którą wybory do Sejmu PRL X kadencji winny odbyć się między październikiem a grudniem 1989 (w ciągu dwóch miesięcy po 12 października 1989, gdy miała upłynąć IX kadencja).
17 kwietnia Sąd Najwyższy ponownie zarejestrował „Solidarność”, a 20 kwietnia także „Solidarność” Rolników Indywidualnych. 13 kwietnia 1989 Rada Państwa podjęła uchwałę o powołaniu 21-osobowej Państwowej Komisji Wyborczej, w skład której weszli również przedstawiciele Komitetu Obywatelskiego. PKW, odpowiedzialna za techniczną organizację wyborów, stała się w konsekwencji pierwszym w Polsce organem państwowym o pluralistycznym składzie członków. Przewodniczącym komisji został prezes Trybunału Konstytucyjnego – Alfons Klafkowski.

## Ordynacja wyborcza
| Ugrupowanie | Okręgi | L. kr. | Razem | %    |
| ----------- | ------ | ------ | ----- | ---- |
| PZPR        | 156    | 17     | 173   | 37,6 |
| ZSL         | 67     | 9      | 76    | 16,5 |
| SD          | 24     | 3      | 27    | 5,9  |
| „Pax”       | 7      | 3      | 10    | 2,2  |
| UChS        | 6      | 2      | 8     | 1,7  |
| PZKS        | 4      | 1      | 5     | 1,1  |
| Koalicja    | 264    | 35     | 299   | 65,0 |
| Bezpartyjni | 161    | 0      | 161   | 35,0 |
| Razem       | 425    | 35     | 460   | 100  |

### Zasady ogólne wyborów do Sejmu PRL
Nowa ordynacja wyborcza do Sejmu PRL uwzględniała zasady powszechności, równości, bezpośredniości i tajności głosowania. Stanowiła, iż posłowie wybierani są w okręgach wyborczych oraz z krajowej listy wyborczej. Okręg wyborczy miał obejmować województwo lub jego część, zależnie od liczby ludności wybierano w nim od dwóch do pięciu posłów. Wyborca dokonywał odrębnego wyboru na każdy z dwóch, trzech, czterech lub pięciu mandatów przypadających w jego okręgu wyborczym – przy czym o każdy mandat (z określonym z góry przeznaczeniem) ubiegała się inna grupa kandydatów umieszczona na odrębnej karcie do głosowania. Ordynacja wyborcza, odwołująca się wprost do ustaleń Okrągłego Stołu, pozostawiała w gestii Rady Państwa określenie granic okręgów, liczby wybieranych w nich posłów oraz przeznaczenia każdego z mandatów. Nakazywała jednak, aby w każdym z okręgów co najmniej jeden mandat był przeznaczony dla kandydatów bezpartyjnych.
Prawo zgłaszania kandydatów na posłów przyznano naczelnym i wojewódzkim władzom organizacji wchodzących w skład koalicji, czyli sygnatariuszom Patriotycznego Ruchu Odrodzenia Narodowego (przedstawicielom Polskiej Zjednoczonej Partii Robotniczej, Zjednoczonego Stronnictwa Ludowego, Stronnictwa Demokratycznego, Stowarzyszenia „Pax”, Unii Chrześcijańsko-Społecznej i Polskiego Związku Katolicko-Społecznego). Ponadto uprawnienie takie otrzymały naczelne i wojewódzkie władze organizacji społecznych i zawodowych o zasięgu ogólnokrajowym, potwierdzające zgłoszenie co najmniej 3 tys. podpisów wyborców, a także grupy co najmniej 3 tys. wyborców z danego okręgu. Ustawowa konstrukcja budziła wątpliwości co do możliwości wystawiania kandydatów przez organizacje spółdzielcze. PKW w głosowaniu odrzuciła taką możliwość już w trakcie procesu rejestracji, co doprowadziło do licznych protestów wyborczych. Komisje wyborcze miały natomiast obowiązek rejestrowania wszystkich członków ugrupowań rządowych, którzy mimo braku oficjalnego wysunięcia ze strony swojej formacji uzyskali poparcie odpowiedniej organizacji lub zebrali wymaganą liczbę podpisów.
Głosowanie odbywało się między 6:00 a 22:00 (podobnie jak w wyborach do Senatu). Aby oddać głos ważny na danego kandydata w okręgu, należało dokonać wykreślenia pozostałych osób (skreślenie wszystkich kandydatów oznaczało również oddanie głosu ważnego). Wybranym na posła w obrębie danego mandatu zostawał ten kandydat, który otrzymał więcej niż połowę głosów ważnych. W przypadku braku uzyskania tejże większości przewidziano głosowanie ponowne z udziałem dwóch kandydatów z najwyższą liczbą głosów (lub z udziałem większej liczbą kandydatów w razie problemów z ustaleniem kolejności). W drugiej turze na posła wybrany zostawał kandydat, który otrzymał więcej głosów od swojego konkurenta (już bez wymogu uzyskania większości bezwzględnej głosów ważnych).

### Krajowa lista wyborcza
Z krajowej listy wyborczej miało zostać obsadzonych nie więcej niż 10% mandatów. Liderzy „Solidarności” nie przystali na propozycję ze strony komunistów, by obsadzić na niej część miejsc. Ostatecznie Rada Państwa ustaliła, iż z krajowej listy wyborczej będzie wybranych 35 posłów. Prawo do zgłoszenia krajowej listy wyborczej przyznano wyłącznie porozumieniu naczelnych władz PZPR, ZSL, SD, „Pax”, UChS, PZKS i PRON. Posłami mieli zostać kandydaci, którzy otrzymali więcej niż połowę głosów ważnych, przy czym głosowanie „za” daną osobą następowało poprzez nieskreślenie jej nazwiska. Ustawa nie zawierała żadnych przepisów przewidujących dalsze postępowanie w przypadku, gdyby część miejsc nie została obsadzona w pierwszej turze głosowania. Oznaczało to, że ekipa Wojciecha Jaruzelskiego nie przewidziała możliwości porażki kandydatów z listy krajowej.

### Okręgi wyborcze do Sejmu PRL
Rada Państwa 13 kwietnia 1989 ustaliła granice 108 okręgów wyborczych dla wyborów do Sejmu oraz liczbę, numery i przeznaczenie mandatów numerowanych od 1 do 425 w tych okręgach. Decyzję tę skorygowała uchwałą z 21 kwietnia 1989.
| Nr  | Okręg wyborczy          | Liczba mandatów | Przeznaczenie mandatów                |
| --- | ----------------------- | --------------- | ------------------------------------- |
| 1   | Warszawa-Śródmieście    | 2               | PZPR 1, bezp. 1                       |
| 2   | Warszawa-Mokotów        | 5               | PZPR 2, SD 1, „Pax” 1, bezp. 1        |
| 3   | Warszawa-Ochota         | 4               | PZPR 2, ZSL 1, bezp. 1                |
| 4   | Warszawa-Wola           | 4               | PZPR 2, bezp. 2                       |
| 5   | Warszawa-Żoliborz       | 2               | PZPR 1, bezp. 1                       |
| 6   | Warszawa-Praga-Północ   | 5               | PZPR 2, ZSL 2, PZKS 1, bezp. 1        |
| 7   | Warszawa-Praga-Południe | 5               | PZPR 3, bezp. 2                       |
| 8   | Biała Podlaska          | 3               | PZPR 1, ZSL 1, bezp. 1                |
| 9   | Białystok               | 4               | PZPR 1, ZSL 1, SD 1, bezp. 1          |
| 10  | Bielsk Podlaski         | 4               | PZPR 1, ZSL 1, UChS 1, bezp. 1        |
| 11  | Bielsko-Biała           | 5               | PZPR 2, SD 1, bezp. 2                 |
| 12  | Andrychów               | 5               | PZPR 2, ZSL 1, bezp. 2                |
| 13  | Bydgoszcz               | 4               | PZPR 2, UChS 1, bezp. 1               |
| 14  | Chojnice                | 4               | PZPR 1, ZSL 1, SD 1, bezp. 1          |
| 15  | Inowrocław              | 4               | PZPR 1, ZSL 1, bezp. 2                |
| 16  | Chełm                   | 3               | PZPR 1, ZSL 1, bezp. 1                |
| 17  | Ciechanów               | 5               | PZPR 2, ZSL 1, UChS 1, bezp. 1        |
| 18  | Częstochowa             | 5               | PZPR 2, SD 1, PZKS 1, bezp. 1         |
| 19  | Lubliniec               | 4               | PZPR 1, ZSL 1, bezp. 2                |
| 20  | Elbląg                  | 5               | PZPR 2, ZSL 1, SD 1, bezp. 1          |
| 21  | Gdańsk                  | 5               | PZPR 2, SD 1, bezp. 2                 |
| 22  | Gdynia                  | 4               | PZPR 1, PZKS 1, bezp. 2               |
| 23  | Tczew                   | 4               | PZPR 2, ZSL 1, bezp. 1                |
| 24  | Wejherowo               | 3               | PZPR 1, ZSL 1, bezp. 1                |
| 25  | Gorzów Wielkopolski     | 4               | PZPR 1, ZSL 1, bezp. 2                |
| 26  | Choszczno               | 2               | PZPR 1, bezp. 1                       |
| 27  | Jelenia Góra            | 3               | PZPR 1, ZSL 1, bezp. 1                |
| 28  | Bolesławiec             | 3               | PZPR 1, bezp. 2                       |
| 29  | Kalisz                  | 3               | PZPR 1, bezp. 2                       |
| 30  | Ostrów Wielkopolski     | 3               | PZPR 1, ZSL 1, bezp. 1                |
| 31  | Kępno                   | 2               | ZSL 1, bezp. 1                        |
| 32  | Katowice                | 5               | PZPR 2, SD 1, „Pax” 1, bezp. 1        |
| 33  | Sosnowiec               | 4               | PZPR 2, SD 1, bezp. 2                 |
| 34  | Jaworzno                | 3               | PZPR 2, bezp. 1                       |
| 35  | Dąbrowa Górnicza        | 4               | PZPR 2, ZSL 1, bezp. 1                |
| 36  | Bytom                   | 5               | PZPR 2, bezp. 3                       |
| 37  | Gliwice                 | 5               | PZPR 3, bezp. 2                       |
| 38  | Chorzów                 | 5               | PZPR 3, PZKS 1, bezp. 1               |
| 39  | Tychy                   | 5               | PZPR 2, bezp. 3                       |
| 40  | Rybnik                  | 4               | PZPR 2, bezp. 2                       |
| 41  | Wodzisław Śląski        | 4               | PZPR 1, ZSL 1, bezp. 2                |
| 42  | Kielce                  | 5               | PZPR 1, ZSL 1, SD 1, bezp. 2          |
| 43  | Skarżysko-Kamienna      | 4               | PZPR 2, bezp. 2                       |
| 44  | Pińczów                 | 4               | PZPR 1, ZSL 1, bezp. 2                |
| 45  | Konin                   | 5               | PZPR 2, ZSL 1, bezp. 2                |
| 46  | Koszalin                | 3               | PZPR 2, bezp. 1                       |
| 47  | Szczecinek              | 3               | PZPR 1, ZSL 1, bezp. 1                |
| 48  | Kraków-Śródmieście      | 4               | PZPR 2, ZSL 1, bezp. 1                |
| 49  | Kraków-Nowa Huta        | 5               | PZPR 1, ZSL 1, „Pax” 1, bezp. 2       |
| 50  | Kraków-Podgórze         | 5               | PZPR 2, SD 1, bezp. 2                 |
| 51  | Krosno                  | 5               | PZPR 2, ZSL 1, bezp. 2                |
| 52  | Legnica                 | 3               | PZPR 1, ZSL 1, bezp. 1                |
| 53  | Lubin                   | 3               | PZPR 1, bezp. 2                       |
| 54  | Leszno                  | 4               | PZPR 1, ZSL 1, bezp. 2                |
| 55  | Lublin                  | 5               | PZPR 1, ZSL 1, SD 1, „Pax” 1, bezp. 1 |
| 56  | Kraśnik                 | 2               | PZPR 1, bezp. 1                       |
| 57  | Puławy                  | 2               | PZPR 1, bezp. 1                       |
| 58  | Lubartów                | 2               | ZSL 1, bezp. 1                        |
| 59  | Łomża                   | 4               | PZPR 1, ZSL 1, bezp. 2                |
| 60  | Łódź-Bałuty             | 4               | PZPR 2, „Pax” 1, bezp. 1              |
| 61  | Łódź-Śródmieście        | 4               | PZPR 2, SD 1, bezp. 1                 |
| 62  | Łódź-Górna              | 3               | PZPR 1, bezp. 2                       |
| 63  | Łódź-Widzew             | 2               | ZSL 1, bezp. 1                        |
| 64  | Nowy Sącz               | 5               | PZPR 2, ZSL 1, UChS 1, bezp. 1        |
| 65  | Nowy Targ               | 3               | SD 1, bezp. 2                         |
| 66  | Biskupiec               | 3               | PZPR 1, ZSL 1, bezp. 1                |
| 67  | Olsztyn                 | 5               | PZPR 1, ZSL 1, SD 1, bezp. 2          |
| 68  | Opole                   | 5               | PZPR 2, ZSL 1, SD 1, bezp. 1          |
| 69  | Kędzierzyn-Koźle        | 4               | PZPR 1, ZSL 1, UChS 1, bezp. 1        |
| 70  | Brzeg                   | 2               | PZPR 1, bezp. 1                       |
| 71  | Ostrołęka               | 4               | PZPR 1, ZSL 1, bezp. 2                |
| 72  | Piła                    | 5               | PZPR 2, ZSL 1, bezp. 2                |
| 73  | Piotrków Trybunalski    | 4               | PZPR 2, bezp. 2                       |
| 74  | Bełchatów               | 3               | PZPR 1, ZSL 1, bezp. 1                |
| 75  | Płock                   | 3               | PZPR 1, bezp. 2                       |
| 76  | Kutno                   | 3               | PZPR 1, ZSL 1, bezp. 1                |
| 77  | Poznań-Grunwald         | 5               | PZPR 2, ZSL 1, bezp. 2                |
| 78  | Poznań-Nowe Miasto      | 5               | PZPR 2, SD 1, „Pax” 1, bezp. 1        |
| 79  | Poznań-Stare Miasto     | 5               | PZPR 2, ZSL 1, bezp. 2                |
| 80  | Przemyśl                | 5               | PZPR 2, ZSL 1, bezp. 2                |
| 81  | Radom                   | 5               | PZPR 2, ZSL 1, SD 1, bezp. 1          |
| 82  | Białobrzegi             | 3               | PZPR 1, ZSL 1, bezp. 1                |
| 83  | Rzeszów                 | 5               | PZPR 2, ZSL 1, SD 1, bezp. 1          |
| 84  | Mielec                  | 3               | PZPR 1, ZSL 1, bezp. 1                |
| 85  | Garwolin                | 4               | PZPR 1, ZSL 1, bezp. 2                |
| 86  | Siedlce                 | 3               | PZPR 1, ZSL 1, bezp. 1                |
| 87  | Sieradz                 | 5               | PZPR 1, ZSL 1, bezp. 3                |
| 88  | Skierniewice            | 5               | PZPR 2, ZSL 1, bezp. 2                |
| 89  | Słupsk                  | 5               | PZPR 2, ZSL 1, bezp. 2                |
| 90  | Suwałki                 | 5               | PZPR 2, ZSL 1, bezp. 2                |
| 91  | Szczecin                | 5               | PZPR 2, SD 1, bezp. 2                 |
| 92  | Świnoujście             | 3               | PZPR 1, ZSL 1, bezp. 1                |
| 93  | Stargard Szczeciński    | 3               | PZPR 1, ZSL 1, bezp. 1                |
| 94  | Tarnobrzeg              | 4               | PZPR 1, ZSL 1, bezp. 2                |
| 95  | Stalowa Wola            | 3               | PZPR 1, bezp. 2                       |
| 96  | Tarnów                  | 4               | PZPR 1, ZSL 1, bezp. 2                |
| 97  | Dębica                  | 3               | PZPR 1, ZSL 1, bezp. 1                |
| 98  | Toruń                   | 4               | PZPR 1, „Pax” 1, bezp. 2              |
| 99  | Grudziądz               | 3               | PZPR 1, ZSL 1, bezp. 1                |
| 100 | Wałbrzych               | 4               | PZPR 2, ZSL 1, bezp. 1                |
| 101 | Świdnica                | 4               | PZPR 1, SD 1, bezp. 2                 |
| 102 | Włocławek               | 5               | PZPR 2, ZSL 1, SD 1, bezp. 1          |
| 103 | Wrocław-Psie Pole       | 5               | PZPR 2, ZSL 1, bezp. 2                |
| 104 | Wrocław-Fabryczna       | 4               | PZPR 2, UChS 1, bezp. 1               |
| 105 | Wrocław-Krzyki          | 4               | PZPR 1, ZSL 1, SD 1, bezp. 1          |
| 106 | Zamość                  | 5               | PZPR 2, ZSL 1, bezp. 2                |
| 107 | Zielona Góra            | 4               | PZPR 1, ZSL 1, SD 1, bezp. 1          |
| 108 | Żary                    | 3               | PZPR 1, bezp. 2                       |

### Ordynacja wyborcza do Senatu PRL
| Kalendarium    | Kalendarium |
| 1988           | 1988 |
| -------------- | --- |
| 25 kwietnia    | Strajk pracowników Huty Miejskiej w Bydgoszczy zapoczątkowuje falę strajków i protestów, w ich trakcie zgłaszane postulaty ponownej legalizacji „Solidarności” |
| 31 sierpnia    | Pierwsze spotkanie Lecha Wałęsy z Czesławem Kiszczakiem poświęcone podjęciu rozmów |
| 16 września    | Pierwsze ze spotkań strony społecznej i strony rządowej w Magdalence; uzgodnienie podjęcia rozmów w ramach Okrągłego Stołu |
| 27 września    | Mieczysław Rakowski obejmuje urząd premiera, zastępując Zbigniewa Messnera |
| 30 listopada   | Debata telewizyjna Lecha Wałęsy z Alfredem Miodowiczem |
| 18 grudnia     | Powołanie Komitetu Obywatelskiego przy przewodniczącym NSZZ „Solidarność” |
| 20–21 grudnia  | X Plenum KC PZPR decyduje o przystąpieniu do rozmów przy Okrągłym Stole |
| 1989           | |
| 10 stycznia    | Krajowa Komisja Wykonawcza „Solidarności” desygnuje grupę koordynatorów rozmów Okrągłego Stołu |
| 6 lutego       | Początek rozmów Okrągłego Stołu w Pałacu Namiestnikowskim w Warszawie |
| 5 kwietnia     | Formalne zakończenie obrad; uzgodnienie m.in. rejestracji NSZZ „S”, utworzenia urzędu prezydenta w miejsce Rady Państwa, powołania Senatu, przeprowadzenia wyborów kontraktowych – częściowo wolnych do Sejmu z pulą 35% mandatów dostępnych dla kandydatów bezpartyjnych oraz całkowicie wolnych do Senatu |
| 7 kwietnia     | Sejm uchwala nowelizację Konstytucji PRL oraz przyjmuje ordynacje wyborcze do obu izb parlamentu; zmiany są zgodne z dokonanymi przy Okrągłym Stole uzgodnieniami |
| 12 kwietnia    | Powołanie Państwowej Komisji Wyborczej |
| 17 kwietnia    | Rejestracja „Solidarności” |
| 23 kwietnia    | Zatwierdzenie listy kandydatów do Sejmu i Senatu przez Komitet Obywatelski |
| 8 maja         | Ukazuje się pierwszy numer „Gazety Wyborczej” |
| 12 maja        | Państwowa Komisja Wyborcza publikuje krajową listę wyborczą |
| 2 czerwca      | W nakładzie 400 tys. egzemplarzy ukazuje się reaktywowany po ośmiu latach „Tygodnik Solidarność” |
| 4 czerwca      | Pierwsza tura wyborów czerwcowych. Kandydaci „Solidarności” zdobywają 160 na 161 dostępnych mandatów w Sejmie i 92 na 100 miejsc w Senacie. Koalicja rządząca z okręgów poselskich wprowadza tylko trzy osoby. Porażkę ponosi 33 z 35 kandydatów władzy umieszczonych na liście krajowej                    |
| 6 czerwca      | Spotkanie przedstawicieli opozycji, PZPR i Kościoła katolickiego; potwierdzenie ustalonego podziału mandatów |
| 18 czerwca     | Druga tura wyborów czerwcowych. Opozycja zdobywa ostatni możliwy do uzyskania mandat w Sejmie i siedem z ośmiu pozostałych miejsc w Senacie |
| 23 czerwca     | Konstytuuje się liczący 260 osób Obywatelski Klub Parlamentarny z Bronisławem Geremkiem na czele |
| 3 lipca        | W „Gazecie Wyborczej” Adam Michnik publikuje artykuł Wasz prezydent, nasz premier |
| 4 lipca        | Inauguracyjne posiedzenia obu izb parlamentu. Marszałkiem Sejmu zostaje Mikołaj Kozakiewicz (ZSL), marszałkiem Senatu Andrzej Stelmachowski (OKP) |
| 19 lipca       | Zgromadzenie Narodowe większością jednego głosu (270 głosów „za” przy 233 „przeciw” i 34 „wstrzymujących”) wybiera Wojciecha Jaruzelskiego na prezydenta PRL |
| 14 sierpnia    | Czesław Kiszczak z PZPR po dwóch tygodniach ogłasza rezygnację z misji utworzenia rządu |
| 24 sierpnia    | Sejm powołuje kandydata „Solidarności” na urząd premiera |
| 12 września    | Niższa izba parlamentu zatwierdza rząd Tadeusza Mazowieckiego |
| 15 listopada   | Przemówienie Lecha Wałęsy w Kongresie Stanów Zjednoczonych |
| 29 grudnia     | Nowelizacja Konstytucji PRL, przywrócenie nazwy państwa Rzeczpospolita Polska, wykreślenie postanowień o kierowniczej roli partii i sojuszu polsko-radzieckim |
| 1990           | |
| 27–29 stycznia | Ostatni zjazd PZPR ogłasza decyzję o rozwiązaniu partii |

Ustawa przewidywała wybór 100 senatorów w 49 okręgach wyborczych obejmujących obszar poszczególnych województw. Zasadą był wybór dwóch senatorów w danym okręgu, jedynie w województwach warszawskim i katowickim uchwalono wybór po trzech senatorów.
Zgodnie z ustaleniami Okrągłego Stołu wybory do Senatu były w całości wolne. Prawo zgłaszania kandydatów na senatorów we wszystkich okręgach przyznano naczelnym i wojewódzkim władzom ogólnopolskich organizacji politycznych, społecznych i zawodowych, które potwierdziły zgłoszenie podpisami co najmniej 3 tys. wyborców, a także grupie co najmniej 3 tys. wyborców z danego okręgu. Listy kandydatów były układane w porządku alfabetycznym. Oddanie ważnego głosu następowało poprzez nieskreślenie nazwisk popieranych przez siebie kandydatów (nie więcej niż liczba mandatów w okręgu) i skreślenie nazwisk pozostałych (skreślenie wszystkich kandydatów oznaczało również oddanie głosu ważnego). Mandaty senatora uzyskiwało odpowiednio dwóch lub trzech kandydatów, którzy uzyskali najwięcej głosów ważnych i jednocześnie więcej niż połowę głosów ważnych. Jeśli w ten sposób nie zostały obsadzone wszystkie mandaty w danym okręgu, odbywało się głosowanie ponowne z udziałem kandydatów z najwyższą liczbą głosów (lub z udziałem większej liczbą kandydatów w razie problemów z ustaleniem kolejności) w liczbie dwukrotnie przewyższającej liczbę nieobsadzonych mandatów. W drugiej turze mandaty przypadały tylu kandydatom, ile miejsc było dotąd nieobsadzonych, według kolejności oddanych głosów (już bez wymogu uzyskania większości bezwzględnej głosów ważnych).

## Rejestracja kandydatów i kampania wyborcza

### Komitet Obywatelski „Solidarność”
7 kwietnia 1989 KKW „Solidarności” zadecydowała o powierzeniu prowadzenia kampanii wyborczej Komitetowi Obywatelskiemu, a także o rozbudowaniu jego formuły poprzez tworzenie komitetów regionalnych. Podstawowym zadaniem KO, korzystającego m.in. z rezerwy finansowej i logo związku, stało się przygotowanie listy kandydatów do Senatu oraz na wolne mandaty poselskie. Na posiedzeniu 8 kwietnia podjęto decyzję o nierozpraszaniu głosów i wystawieniu tylko po jednym kandydacie na każdy dostępny mandat. Zadanie rekomendowania kandydatów powierzono tworzącym się strukturom regionalnym. Jednocześnie przygotowano krajową grupę nazwisk, z której korzystano, zwłaszcza w przypadku problemów z uzyskaniem silnych kandydatur w poszczególnych województwach. W konsekwencji część popularnych kandydatów z tzw. puli centralnej wystawiono w mniej zaangażowanych ośrodkach (np. Bronisława Geremka w Suwałkach, Zofię Kuratowską w Nowym Sączu, a Adama Michnika w Bytomiu). Na tle układania list w kilku województwach doszło do istotnych konfliktów w ramach środowiska solidarnościowego (m.in. w łódzkim, radomskim i bydgoskim). W niektórych wypadkach uwzględniano także opinię Kościoła katolickiego – zdarzało się, że lokalni duchowni (z różnym skutkiem) usiłowali wpłynąć na wystawienie lub skreślenie danej osoby. Ostatecznie Komitet Obywatelski na posiedzeniu 23 kwietnia zatwierdził całą listę swoich reprezentantów w wyborach do Sejmu i Senatu. Do publicznej wiadomości została ona podana 8 maja w pierwszym numerze „Gazety Wyborczej”.
Kandydaci popierani przez „Solidarność” zyskali miano „Drużyny Wałęsy”. Wśród nich znaleźli się działacze „Solidarności” i „Solidarności” Rolników Indywidualnych, członkowie Komitetu Obywatelskiego, uczestnicy obrad Okrągłego Stołu, „Dziekanii”, Ruchu Wolność i Pokój, Kongresu Liberałów, Polskiej Partii Socjalistycznej, pojedynczy przedstawiciele UPR i SP czy RMP. Reprezentowane były środowiska profesorskie (np. rektor UW Grzegorz Białkowski), adwokackie (np. Maciej Bednarkiewicz), kombatanckie (np. Stefan Bembiński), twórcze (m.in. Gustaw Holoubek i Andrzej Wajda), a także katolickie, w szczególności Kluby Inteligencji Katolickiej.
Ze startu w wyborach zrezygnowali Tadeusz Mazowiecki i Aleksander Hall, motywując to odrzuceniem przez KO postulatu porozumienia z innymi ugrupowaniami opozycyjnymi (np. Solidarnością Walczącą). Na kandydowanie nie zdecydowała się grupa znanych liderów związkowych (Bogdan Borusewicz, Zbigniew Bujak i Władysław Frasyniuk), zamierzająca skoncentrować się na pracy w strukturach „Solidarności”. Również Lech Wałęsa, mimo różnych apeli ze strony licznych członków KO, odmówił ubiegania się o miejsce w parlamencie, twierdząc, „że są inni, lepiej nadający się do tej roli”.

### PZPR i strona koalicyjna

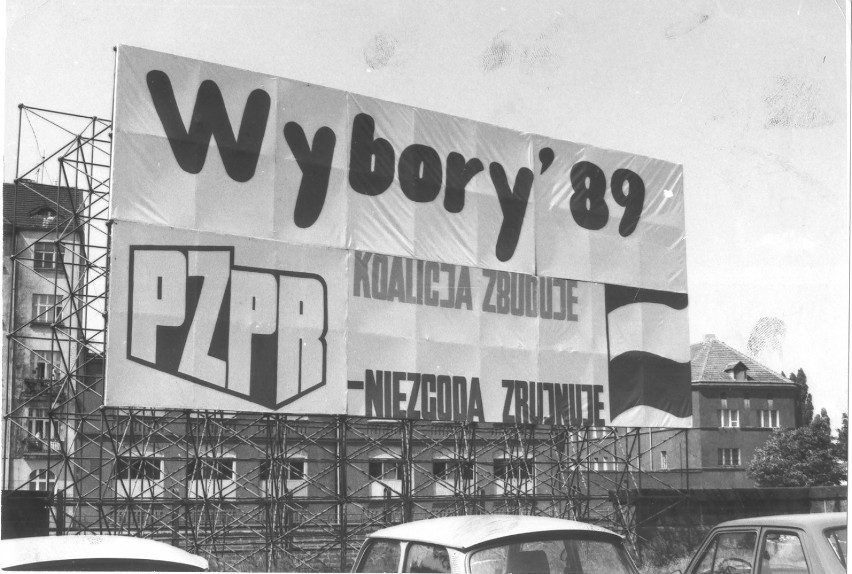
Reklama wyborcza PZPR w trakcie kampanii wyborczej

Jeszcze w marcu Biuro Polityczne KC PZPR zatwierdziło powołanie koalicyjnego Centralnego Koordynacyjnego Komitetu Wyborczego. W kwietniu utworzono Centralny Sztab Wyborczy ds. politycznego programowania kampanii i badania nastrojów elektoratu.
Krajową listę wyborczą, ułożoną sprawnie na szczeblu centralnym, Państwowa Komisja Wyborcza ogłosiła 12 maja 1989. Kandydatów przedstawiono jako przedstawicieli zróżnicowanego spektrum grup politycznych, społecznych, kulturalnych, samorządowych i naukowych, jednak w rzeczywistości wszyscy pretendenci ściśle reprezentowali ugrupowania obozu rządzącego. Przykładowo były I sekretarz KC PZPR Stanisław Kania był przedstawiany jako działacz samorządowy, a wiceprzewodniczący Rady Państwa i były wicepremier Kazimierz Barcikowski jako reprezentant środowisk spółdzielczych. Wojciech Jaruzelski, ówczesny I sekretarz KC PZPR i przewodniczący Rady Państwa, nie znalazł się wśród kandydatów – był bowiem przewidziany do objęcia nowo utworzonego urzędu prezydenta. Na liście zamieszczono natomiast pozostałych przywódców partii komunistycznej (w tym premiera Mieczysława Rakowskiego, ministrów: spraw wewnętrznych Czesława Kiszczaka i obrony narodowej Floriana Siwickiego, trzech sekretarzy KC), liderów ZSL (w tym przewodniczącego partii oraz marszałka Sejmu Romana Malinowskiego i wicepremiera Kazimierza Olesiaka), przewodniczących: SD (Jerzego Jóźwiaka), Stowarzyszenia „Pax” (Zenona Komendera), UChS (Kazimierza Morawskiego), PZKS (Wiesława Gwiżdża), przedstawicieli koncesjonowanych organizacji kobiecych, związkowych i rolniczych, a także kilku wspierających obóz rządzący profesorów i artystów.
Większym problemem okazało się wyłonienie kandydatów na posłów w okręgach wyborczych. Biuro Polityczne opowiedziało się w marcu za dużym stopniem samodzielności komitetów wojewódzkich, w kwietniu zaś zaleciło koncentrację sił partii i unikanie ich rozproszenia na zbyt dużą liczbę osób. Przekazanie inicjatywy regionom, a także dopuszczenie do wyborów kandydatów należących do partii, którzy uzyskają rekomendację organizacji społecznej lub zawodowej albo też zbiorą co najmniej 3 tys. podpisów wyborców w danym okręgu (zgodnie z art. 41 ordynacji wyborczej do Sejmu PRL), doprowadziło do tego, że ostatecznie do ubiegania się o 156 mandatów w okręgach przeznaczonych dla partii komunistycznej stanęło około 680 osób. Ponadto lista pretendentów o każdy mandat została zgodnie z ustawą ułożona alfabetycznie w miejsce dotychczas stosowanego układu preferencyjnego. Większość z nich wysunęły władze partii (ok. 430) oraz organizacje (ok. 150), pozostali (ok. 100) startowali bez takiej rekomendacji. Kilkudziesięciu z nich, co do zasady z dwóch ostatnich grup, było uważanych za osoby sympatyzujące z „Solidarnością”. W przypadku organizacji satelickich tryb wyboru kandydatów był zbliżony, większość z nich rekomendowały władze tych ugrupowań. Do 67 mandatów ZSL zgłoszono 284 osoby, podczas gdy o 24 miejsca przypadające SD ubiegało się 84 kandydatów. Większą dyscypliną wykazały się koncesjonowane stowarzyszenia chrześcijańskie, wystawiając w większości przypadków po 2 przedstawicieli na każdy mandat.
Poza wyjątkami nie udało się koalicji uzgodnić kandydatów na senatorów. Ostatecznie spośród 558 zarejestrowanych przez komisje wyborcze pretendentów do wyższej izby parlamentu aż 416 osób (partyjnych i bezpartyjnych) zostało wystawionych przez obóz rządzący – w tym sama PZPR rekomendowała 186 swoich członków.

### Pozostali kandydaci
PZPR zdecydowała się także zawalczyć o mandaty poselskie przewidziane dla kandydatów bezpartyjnych. W okręgach tych rekomendowała blisko 320 osób. Większość z nich ukrywała swoje powiązania z partią, chociaż zdarzały się wyjątki – przykładowo o taki mandat ubiegał się rzecznik prasowy rządu Jerzy Urban. Pojedynczych kandydatów rekomendowały niektóre ugrupowania satelickie. Swoich przedstawicieli wystawiło około 70 organizacji społecznych lub zawodowych (najwięcej Liga Kobiet Polskich, ZSMP, ZRKiOR) – większość wystawionych osób również była powiązana z obozem władzy.
Z ustaleń uzgodnionych przy Okrągłym Stole skorzystały również pozostające poza KO „S” niektóre środowiska opozycyjne i polityczne. Ponad 20 kandydatów do obu izb parlamentu wystawiła Konfederacja Polski Niepodległej, której rozmowy z Komitetem Obywatelskim o współpracy zakończyły się niepowodzeniem. Zarejestrowani zostali także przedstawiciele Grupy Roboczej Komisji Krajowej NSZZ „Solidarność” (zawiązanej przez opozycyjnych wobec Lecha Wałęsy związkowców skupionych wokół Andrzeja Gwiazdy i Mariana Jurczyka), Unii Polityki Realnej Janusza Korwin-Mikkego oraz Ruchu Wolnych Demokratów Karola Głogowskiego. Wystartowała także spora liczba kandydatów niezależnych, w tym działacze katoliccy (Ryszard Bender, Janusz Zabłocki, Henryk Goryszewski) i lider Pomarańczowej Alternatywy Waldemar Fydrych. Wysunięci zostali również znani opozycjoniści skonfliktowani z „Solidarnością”, w tym Władysław Siła-Nowicki i Kazimierz Świtoń. Dwaj ostatni konkurowali odpowiednio z Jackiem Kuroniem i Adamem Michnikiem, rekomendowanymi przez KO „S”. Sporadycznie takich kandydatów promował kler – najbardziej znanym przypadkiem było jawne wsparcie biskupa Edwarda Materskiego dla Jana Pająka, kontrkandydata Jana Józefa Lipskiego z KO.
Do bojkotu wyborów wzywały natomiast najbardziej skrajne grupy opozycyjne, w tym Solidarność Walcząca, Federacja Młodzieży Walczącej, Liberalno-Demokratyczna Partia „Niepodległość” czy PPS-Rewolucja Demokratyczna.

### Kampania wyborcza KO „S”

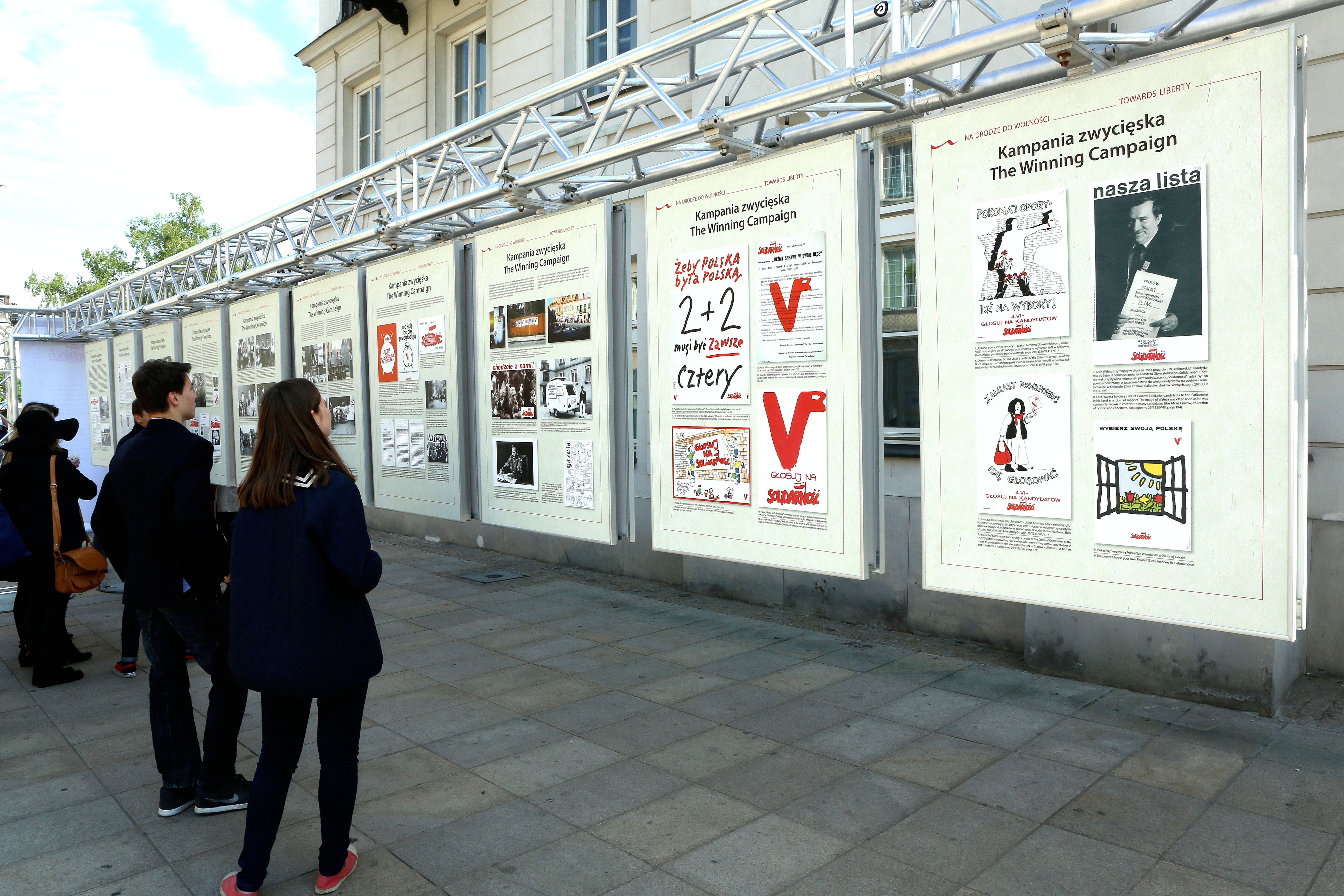
Fragment wystawy Na drodze do wolności poświęcony kampanii wyborczej KO „S” w 1989 przed Pałacem Prezydenckim w Warszawie (2014)

Kampania wyborcza prowadzona przez Komitet Obywatelski została powszechnie uznana za dobrze zorganizowaną i dynamiczną. KO podkreślał rolę zespołowości i działania w drużynie, czego przejawem było wystawienie po jednym kandydacie na każdy mandat i tym samym ich promowanie. Wykorzystano rozpoznawalność i popularność Lecha Wałęsy – zdecydowana większość kandydatów została sfotografowana wspólnie z przywódcą „S”, zdjęcia te umieszczono na plakatach autorstwa Erazma Ciołka. Istotną rolę odgrywały spotkania przedwyborcze, licznie organizowane m.in. w parafiach, szpitalach, kinach czy remizach strażackich, cieszące się dużym zainteresowaniem obywateli. Aktywnie w kampanię opozycji zaangażowali się liczni przedstawiciele środowisk artystycznych, w tym popularne osobistości filmu i estrady, występujące na mityngach wyborczych z kandydatami KO. Poglądy „Solidarności” manifestowano przy okazji pierwszomajowych pochodów z okazji Święta Pracy, organizowano również festyny połączone z dystrybucją prasy i wydawnictw niezależnych. Kampanię wspierali artyści o międzynarodowej sławie, np. Jane Fonda, Nastassja Kinski i Yves Montand. Ostatni z nich m.in. wziął udział z Lechem Wałęsą w corocznej pielgrzymce mężczyzn do obrazu Matki Boskiej Piekarskiej, wydarzeniu, które zgromadziło wówczas około ćwierć miliona ludzi, stając się faktycznie największym wiecem wyborczym. Zebranie wymaganych do rejestracji podpisów dla poszczególnych kandydatów w okręgach wyborczych przebiegało bez większych problemów. Regionalne komitety obywatelskie nawet dziesięciokrotnie przekraczały wynoszący 3 tys. podpisów limit, stołeczni pretendenci do Senatu uzyskali średnio po 80 tys. podpisów. W działania przedwyborcze zaangażowały się tysiące członków i sympatyków związku. Aktywnego wsparcia kandydatom KO udzielał Kościół katolicki – wspomagano tworzenie lokalnych komitetów obywatelskich, udostępniano pomieszczenia i gabloty parafialne, umożliwiano zbieranie podpisów pod kościołami, organizację spotkań wyborczych w tym przy okazji uroczystości religijnych, instruowano z ambon o sposobie oddania ważnego głosu, a także wspierano określone osoby.
Kampanię KO „Solidarność” finansowano z tzw. cegiełek funduszu wyborczego komitetów obywatelskich o różnych nominałach, a także z innego rodzaju darowizn. Prowadzono sprzedaż gadżetów wyborczych (w tym znaczków i koszulek z symbolami związku). Dodatkowe środki pozyskiwano od organizacji polonijnych (w tym Kongresu Polonii Amerykańskiej), korzystano też z pieniędzy zgromadzonych w okresie działalności podziemnej. Jednym z symboli wyborów kontraktowych stał się później plakat „Solidarności” nawiązujący do kadru z filmu W samo południe z Garym Cooperem. W rzeczywistości pojawił się dopiero 4 czerwca i wyłącznie w Warszawie, co wynikało z opóźnienia w jego druku we Francji.
Problemem „Solidarności” pozostawał dostęp do mediów, audycje wyborcze nadawało zatem, dawniej podziemne, Radio Solidarność. 8 maja zaczęła się jednak ukazywać wielonakładowa (150 tys. egzemplarzy) „Gazeta Wyborcza”, której redaktorem naczelnym został Adam Michnik. Jej redakcja opierała się w dużej mierze na zespole podziemnego „Tygodnika Mazowsze”. Dziennik ten początkowo skoncentrował się na prezentowaniu nazwisk i sylwetek kandydatów „Drużyny Wałęsy”. Związek uzyskał w końcu dostęp do audycji radiowych i telewizyjnych, które zostały przygotowane profesjonalnie i cieszyły się znaczącym zainteresowaniem widzów. KO otrzymał dostęp do 45-minutowego cotygodniowego programu telewizyjnego (choć bez stałych godzin i kanału nadawania), a także do 23% czasu antenowego w codziennym ogólnopolskim paśmie wyborczym. Istotną formą dotarcia do wyborców dla opozycji stał się druk ulotek wyborczych, prezentujących życiorysy kandydatów i zawierających hasła wzywające do skorzystania z prawa głosu i przejęcia odpowiedzialności. Warszawski sztab wyborczy opracowywał także slogany dla poszczególnych osób (np. „My nie chcemy Uszatego, wybieramy Łapickiego”). Położono również nacisk na dystrybucję materiałów wyborczych zawierających instrukcję do głosowania celem ułatwienia aktu głosowania – na masowo produkowanych tzw. ściągach umieszczano tylko nazwiska kandydatów KO, zalecając skreślanie ich kontrkandydatów.
Komitet Obywatelski koncentrował się na działaniach na rzecz drużyny swoich kandydatów oraz na kampanii instruującej o zasadach prawidłowego oddaniu głosu. Jednocześnie promował swoje postulaty, zawarte głównie w dokumencie przyjętym 23 kwietnia. Program obejmował trzy części – prawa obywatelskie, gospodarkę, warunki życia społeczeństwa. Głoszono hasła przyjęcia nowej konstytucji jako podstawy przebudowy państwa, zerwania z zasadą przewodniej roli partii, przeprowadzenia demokratycznych wyborów, zniesienia cenzury i monopolu w mediach, wyodrębnienia samorządu terytorialnego, skrócenia służby wojskowej. Wskazywano na potrzebę reform gospodarczych, w tym modernizacji polityki rolnej, przeprowadzenia prywatyzacji, ograniczania wydatków na wojsko i resort spraw wewnętrznych. Postulowano również m.in. podwyżki najniższych emerytur i rent, zwiększenie finansowania nauki i autonomizację uczelni.
„Solidarność” nie prowadziła przy tym formalnej kampanii przeciwko kandydatom władzy. Głosowanie przeciwko nim, a w szczególności przeciwko liście krajowej, zaczęto jednak traktować jako wotum nieufności wobec przywódców PRL. Zaczęły się pojawiać ulotki i afisze zawierające instrukcję oddania głosu przeciwko działaczom koalicji, propagujące skreślanie wszystkich kandydatów w ramach mandatów zarezerwowanych dla kandydatów koalicji rządzącej. W radiowym Studiu Solidarność stosowne informacje podawał Bohdan Tomaszewski. Dokładną instrukcję w telewizyjnym Studiu Solidarność przedstawiał natomiast Jacek Fedorowicz, wskazując w szczególności na konieczność wykreślania każdego nazwiska osobno zamiast dokonywania jednego skreślenia znakiem „X” (kwestia dopuszczalności skreślenia wszystkich jednym przekreśleniem na krzyż budziła wątpliwości, ostatecznie została uznana przez PKW za dopuszczalną). 15 maja 1989 „Gazeta Wyborcza” wskazała na potencjalne korzyści wynikające z porażki kandydatów listy krajowej – autor artykułu zauważał, że przy nieobsadzeniu tych mandatów liczba posłów obywatelskich mogłaby być proporcjonalnie większa niż maksymalne 35%.

### Działania władzy w okresie kampanii wyborczej

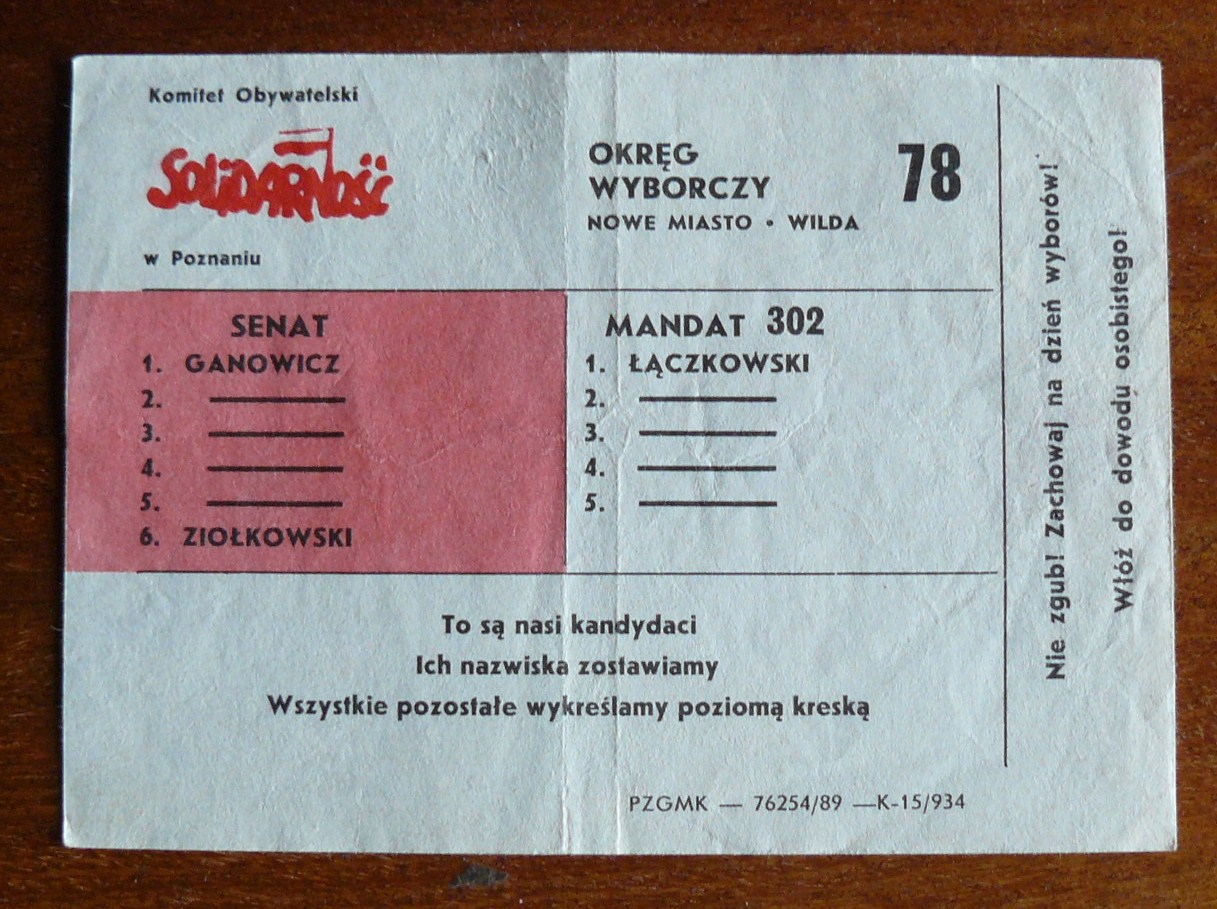
Ulotka wyborcza Komitetu Obywatelskiego w Poznaniu promująca Pawła Łączkowskiego do Sejmu oraz Ryszarda Ganowicza i Janusza Ziółkowskiego do Senatu

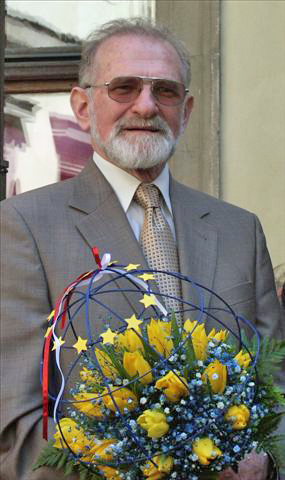
Bronisław Geremek, kandydat KO na posła, po wyborach stanął na czele Obywatelskiego Klubu Parlamentarnego

Obóz władzy w trakcie kampanii wyborczej podejmował różne działania wymierzone w solidarnościową opozycję. Przejawem tego było utrudnianie zachowania wynoszącego 35% parytetu dla bezpartyjnych w komisjach wyborczych poprzez nominowanie na te miejsca osób formalnie niezależnych, lecz ściśle powiązanych z koalicją rządzącą. Służby MSW podjęły kilka spraw obiegowych, mających na celu rozpoznanie kandydatów opozycji, jak również kandydatów koalicyjnych i niezależnych pod kątem ich poparcia. Zalecano udział funkcjonariuszy w spotkaniach opozycji, w WUSW opracowywano listy pytań, które miały być wykorzystane do kompromitowania kandydatów solidarnościowych. Przez cały okres kampanii dochodziło do zrywania plakatów opozycji w tym także przez milicjantów i lokalnych urzędników. Do walki z opozycją próbowano wykorzystać cenzurę, dystrybucję fałszywych materiałów wyborczych (w tym błędnych instrukcji głosowania i zawierających różne pomówienia pod adresem związku lub danych kandydatów). Napastliwe wobec opozycji artykuły produkowała rządowa prasa codzienna – „Trybuna Ludu”, „Życie Warszawy” czy „Żołnierz Wolności”. Doszło także m.in. do kilku ataków fizycznych na osoby zaangażowane w kampanię opozycji. Prowokacyjny charakter ze strony władzy miało odrzucenie wniosku o ponowną rejestrację Niezależnego Zrzeszenia Studentów.
Do działań przeciwko opozycji wykorzystywano TVP – dochodziło do przygotowywania propagandowych relacji telewizyjnych wymierzonych w kandydatów lub członków ich rodzin. Z materiału przygotowanego przez studio wyborcze KO cenzura wycięła scenę, na której Jacek Fedorowicz pokazywał sposób skreślenia całej listy krajowej. Nie przeszkodziło to redakcji TVP pokazać przygotowanej repliki ostro krytykującej nigdy niewyemitowany fragment. Kampanię opozycji solidarnościowej władza uznawała za konfrontacyjną, doszło nawet do wstrzymania emisji programu telewizyjnego „Solidarności” przygotowanego na 23 maja z uwagi na rzekomą obecność „treści godzących w ideę porozumienia narodowego”. Incydenty te oraz nierówny dostęp do mediów były tematami obrad komisji interwencyjnej działającej w ramach Komisji Porozumiewawczej strony społecznej i koalicyjnej.
Działania operacyjne ze strony bezpieki poza „Solidarnością” objęły również inne grupy opozycyjne, w szczególności zaś KPN (np. 10 kwietnia zatrzymano kilkudziesięciu działaczy konfederacji).
W obozie władzy w okresie kampanii wyborczej utrzymywało się optymistyczne podejście do wyborów. Podtrzymywały je partyjne analizy. Przewidywano, że wynik wyborów będzie wzmocnieniem koalicji w państwie. Zygmunt Czarzasty, jeden z sekretarzy wojewódzkich, uważał, że praktycznie wszyscy niezdecydowani zagłosują rutynowo na władzę. Wskazywał nawet, że przy spodziewanej klęsce „Solidarności” Zachód może uznać wybory za zmanipulowane. Dopiero kilka dni przed wyborami opracowano dokument zawierający dwa warianty negatywne – jeden zakładający zdobycie przez opozycję ponad 70 miejsc w Senacie i 35% mandatów w Sejmie odrzucono jako mało prawdopodobny. Również sposób konstruowania listy krajowej, mający ochronić interesy liderów drobnych sojuszników PZPR, wskazywał na niezdawanie sobie sprawy z zagrożeń dla władzy związanych z wyborami.

## Okres wyborczy

### Pierwsza tura wyborów (4 czerwca 1989)

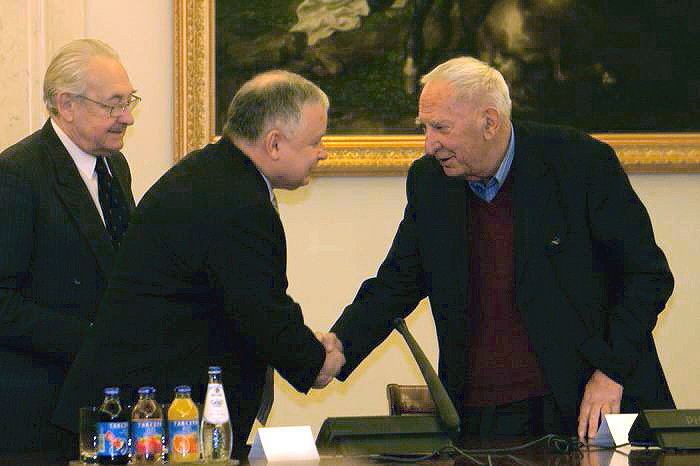
Andrzej Wajda, Lech Kaczyński i Gustaw Holoubek 4 czerwca 1989 jako reprezentanci opozycji wywalczyli mandaty senatorskie

Głosowanie z 4 czerwca 1989 przyniosło zdecydowane zwycięstwo opozycji solidarnościowej i jednocześnie druzgocącą porażkę komunistycznej władzy.
Przedstawiciele Komitetu Obywatelskiego zdobyli w pierwszej turze 160 na 161 mandatów poselskich przeznaczonych dla kandydatów bezpartyjnych. Większość w swoich okręgach uzyskała poparcie między 60 a 80%, rekordowy wynik (89,3%) uzyskał Mieczysław Gil. Ostatni z solidarnościowych kandydatów (w okręgu Inowrocław), który jako jedyny nie przekroczył progu 50%, przeszedł do drugiej tury. Podobnie sukcesem zakończyło się dla „Solidarności” głosowanie do Senatu. 92 jej reprezentantów zdobyło mandaty (najwyższe poparcie na poziomie 82,47% otrzymała Zofia Kuratowska), pozostałych ośmiu (w dwóch województwach po dwóch kandydatów i w czterech województwach po jednym kandydacie) nie przekroczyło wymaganego progu, przechodząc jednak do drugiej tury. Byli wśród nich m.in. Cezary Józefiak, konkurujący ze znanym dziennikarzem Janem Płócienniczakiem, Aleksander Paszyński, walczący z bratem prymasa Józefa Glempa, jak również Jan Józef Lipski, którego przeciwnika wspierali katoliccy duchowni.
Spektakularną porażką okazały się wyniki przedstawicieli władzy. Spośród kandydatów z krajowej listy wyborczej tylko dwie z 35 osób nieznacznie przekroczyły próg 50% głosów ważnych i uzyskały mandaty – byli to profesorowie Mikołaj Kozakiewicz (ZSL) i Adam Zieliński (PZPR). 32 osoby otrzymały od 40,03% do 49,98% głosów, progu 40% nie przekroczył natomiast Kazimierz Barcikowski. Koalicja rządowa nie uzyskała żadnego mandatu w Senacie. Wymaganą większość głosów (powyżej 50%) w wyborach do Sejmu w okręgach uzyskały tylko trzy osoby – Teresa Liszcz i Władysław Żabiński z ZSL oraz Marian Czerwiński z PZPR, nieformalnie wspierani przez „Solidarność”. W związku z wygraną Władysława Żabińskiego i Mariana Czerwińskiego Dębica stała się jedynym okręgiem wyborczym, w którym wobec obsadzenia wszystkich mandatów poselskich i senatorskich w głosowaniu z 4 czerwca nie było potrzeby przeprowadzenia drugiej tury.
W ramach pozostałych 261 mandatów przeznaczonych dla ugrupowań koalicyjnych żaden z ich kandydatów nie uzyskał więcej niż 50% głosów ważnych. Dwie osoby z największym poparciem przechodziły zatem do drugiej tury. Zgodnie z ordynacją wyborczą głos ze wszystkimi skreślonymi nazwiskami pozostawał głosem ważnym, uwzględnianym przy ustalaniu wyniku wyborów. Okazało się, że w zdecydowanej większości przypadków suma głosów oddanych na poszczególnych kandydatów do danego miejsca w Sejmie nie przekraczała 50%, do drugiej tury przechodziły osoby z poparciem kilku lub kilkunastu procent. Tylko 25 kandydatów dostało poparcie na poziomie 30–40%, a zaledwie pięciu otrzymało ponad 40% głosów – najlepszy wynik (48,5%) zanotował Jerzy Modrzejewski z PZPR, członek władz pierwszej „Solidarności”, któremu Komitet Obywatelski poprowadził kampanię przed drugą turą wyborów.
Porażką zakończył się również start przedstawicieli opozycji spoza KO „S”, z których żaden nie został wybrany do Sejmu lub Senatu.
Frekwencja w pierwszej turze wyniosła 62% – udział w głosowaniu wzięło około 17 milionów uprawnionych do głosowania. Wynik ten został uznany za niski, stanowił zaskoczenie, zarówno dla koalicji rządzącej, jak i solidarnościowej opozycji. Najniższą frekwencję odnotowano w województwie łódzkim (53,28%) i radomskim (55,51%). Rekordowe pod tym względem okazały się województwa rzeszowskie (71,52%) i leszczyńskie (70,62%). Odnotowano także dość wysoki odsetek głosów nieważnych – od 7% w Zielonej Górze do 24% w Lesznie. Wiązano to ze skomplikowaną procedurą wyborczą. Głosujący otrzymywał od czterech do siedmiu kart do głosowania (2–5 w okręgu do Sejmu, jedną z krajową listą wyborczą i jedną do Senatu). Ponadto od wyborcy ordynacje wymagały dokonywania odpowiedniej liczby skreśleń dla ważności głosu – w poprzednich „wyborach” (do 1988 włącznie) niedokonanie żadnych skreśleń oznaczało akceptację wszystkich kandydatów. W 1989 odrzucono zatem wcześniej praktykowaną zasadę „jednolitości głosowania na wszystkich kandydatów”.

### Okres pomiędzy turami wyborów

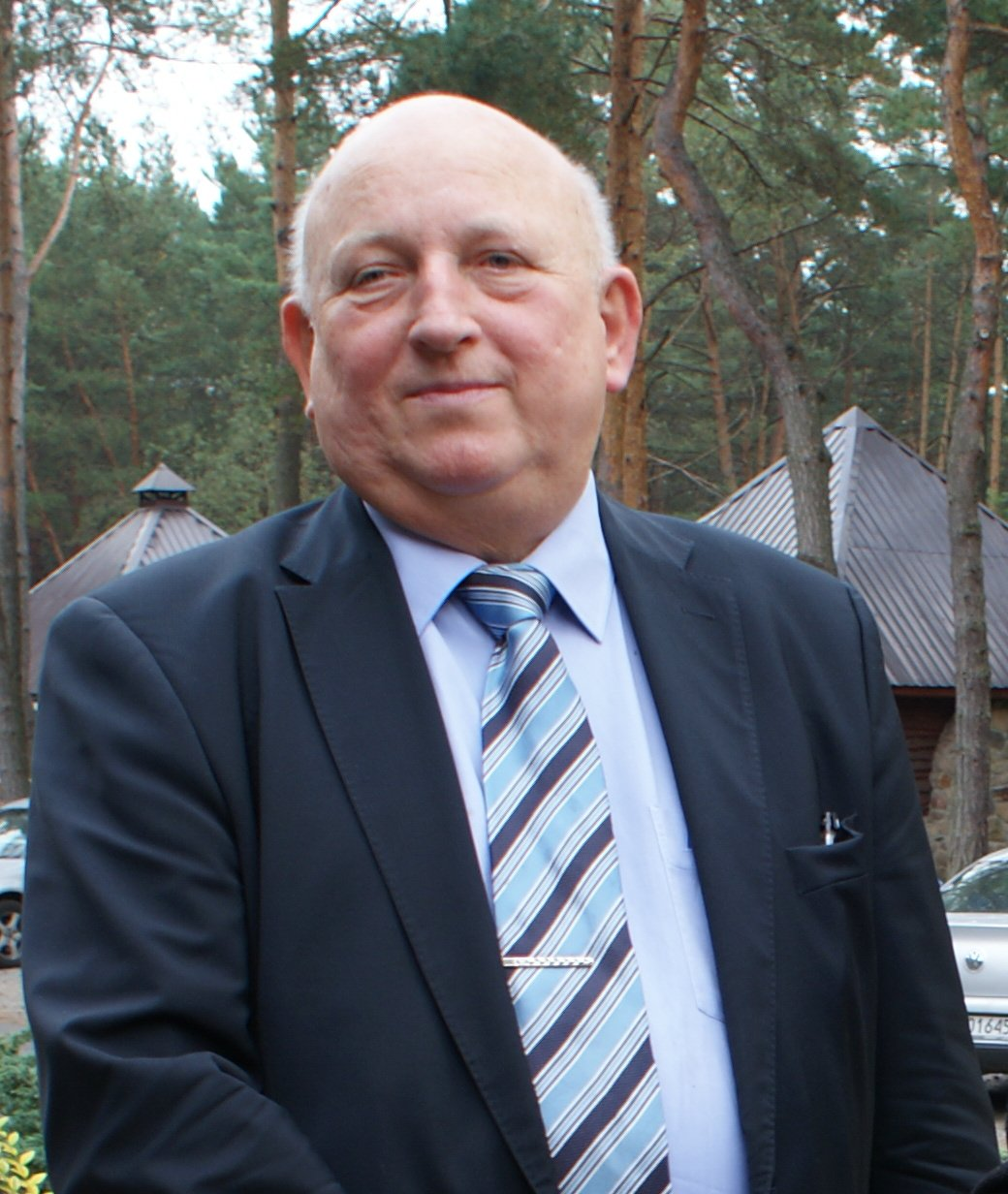
Józef Oleksy (PZPR) uzyskał w drugiej turze jeden z mandatów przeniesionych z listy krajowej na okręgi. W III RP pełnił m.in. funkcje marszałka Sejmu, premiera i przewodniczącego postkomunistycznego SLD

Wyniki wyborów z 4 czerwca zaskoczyły komunistyczne władze. Wyborcza klęska koalicji stała się jednym z głównych tematów posiedzeń naczelnych organów PZPR. Przegrana doprowadziła do upadku nastrojów wśród członków partii komunistycznej, którzy za jej skalę obwiniali kierownictwo PZPR. Upadek listy krajowej Mieczysław Rakowski nazwał „potężnym ciosem”, który „wywracał do góry nogami cały planowany układ sił w Sejmie”.
Wybory z 4 czerwca były przedmiotem zainteresowania mediów z Zachodu. Informacja o rezultacie głosowania w kraju komunistycznym stała się jedną z sensacji światowych, na czołówkach tytułów prasowych zbiegając się z masakrą na placu Tian’anmen w Pekinie i śmiercią Ruhollaha Chomejniego. Kampania wyborcza i wyniki wyborów były również obserwowane przez dyplomatów – ambasador Stanów Zjednoczonych John R. Davis w reakcji na porażkę kandydatów władzy z listy krajowej, mimo pewnych apeli Lecha Wałęsy o umiar w skreślaniu, w raporcie do sekretarza stanu wyraził zaniepokojenie potencjalną niestabilnością sytuacji politycznej w Polsce.
6 czerwca doszło do rozmów przedstawicieli „Solidarności” (Bronisław Geremek, Tadeusz Mazowiecki), duchowieństwa (Bronisław Dąbrowski, Alojzy Orszulik) i strony rządowej (Stanisław Ciosek, Andrzej Gdula, Czesław Kiszczak), w trakcie których opozycja nie zanegowała uprzednio ustalonego podziału mandatów. 8 czerwca zorganizowano spotkanie dwustronnej Komisji Porozumiewawczej, na którym Czesław Kiszczak zaatakował Lecha Wałęsę, zarzucając mu kampanię nawoływania do skreślania kandydatów strony koalicyjnej, co uznał za przejaw nieprzestrzegania uzgodnień Okrągłego Stołu. Pojawiła się wówczas propozycja unieważnienia głosowania na krajową listę wyborczą i powtórnego głosowania na nią w drugiej turze, przeciwko czemu ostro zaoponował Adam Michnik. Kwestia ta pozostawała kluczowa – wobec porażki 33 osób z listy krajowej powstała bowiem prawna niemożliwość obsadzenia tych mandatów, skoro ordynacja wyborcza nie przewidziała w tym zakresie dalszego sposobu postępowania. Strona solidarnościowa nie sprzeciwiła się zmianie ordynacji wyborczej i przeniesieniu tych mandatów na okręgi wyborcze przeznaczone wyłącznie dla kandydatów strony koalicyjnej. Decyzję w tej mierze powierzono Radzie Państwa, która 12 czerwca 1989 wydała dekret zmieniający ordynację wyborczą oraz uchwałę tworzącą 33 nowe mandaty w okręgach wyborczych (numerowane od 426 do 458 z przeznaczeniem wyłącznie dla kandydatów sześciu współtworzących PRON organizacji). Rozwiązanie to pozostawało kontrowersyjne – doszło do zmiany zasad wyborów w trakcie ich trwania, co traktowano jako groźny precedens. Zwolennicy kompromisu w ramach „Solidarności” podkreślali jednak potrzebę okazania drugiej stronie dobrej woli, wskazywano też, że upór w tej mierze mógłby dać komunistom pretekst do unieważnienia wyborów. O każdy z nowych mandatów ubiegało się po dwóch przedstawicieli danego ugrupowania, któremu miejsce to było przeznaczone, na start nie zdecydował się żaden z przegranych kandydatów z listy krajowej (jako jedyny próbował zarejestrować się Wiesław Gwiżdż z PZKS, jednak rejestrację tę unieważniono jako naruszającą znowelizowaną ordynację).
Wyniki pierwszej tury były także zaskoczeniem dla opozycji, przechodząc jej najbardziej optymistyczne oczekiwania. Komitet Obywatelski i „Solidarność” tonowały jednak retorykę triumfalistyczną i konfrontacyjną, obawiając się zagrożeń i reakcji ze strony reżimu. Zwycięstwo kandydatów demokratycznych zbiegło się przy tym z wydarzeniami w Chinach, co prowadziło do doszukiwania się analogii. Opozycja zaangażowała się w kampanię swoich pozostałych kandydatów, organizując m.in. wielotysięczny wiec w Radomiu. Komitety obywatelskie aktywnie zaczęły też wspierać niektórych kandydatów koalicji, uzasadniając to możliwością wybrania lepszych przedstawicieli, z którymi współpraca w nowym Sejmie będzie łatwiejsza. Wsparcie regionalnych KO lub poparcie innych solidarnościowych grup otrzymało ponad 70 osób (m.in. Andrzej Bratkowski, Tadeusz Fiszbach, Marcin Święcicki, Kazimierz Ujazdowski), około 55 z nich uzyskało mandaty poselskie. W przypadku części kandydatów wsparcie to polegało m.in. na druku ulotek i przedstawianiu ich sylwetek na łamach „Gazety Wyborczej”.
| Nr  | Okręg wyborczy       | Przeznaczenie mandatów |
| --- | -------------------- | ---------------------- |
| 1   | Warszawa-Śródmieście | „Pax”                  |
| 4   | Warszawa-Wola        | UChS                   |
| 5   | Warszawa-Żoliborz    | PZPR                   |
| 8   | Biała Podlaska       | PZPR                   |
| 13  | Bydgoszcz            | PZPR                   |
| 14  | Chojnice             | „Pax”                  |
| 16  | Chełm                | ZSL                    |
| 24  | Wejherowo            | SD                     |
| 25  | Gorzów Wielkopolski  | UChS                   |
| 29  | Kalisz               | PZPR                   |
| 30  | Ostrów Wielkopolski  | PZPR                   |
| 34  | Jaworzno             | PZKS                   |
| 40  | Rybnik               | PZPR                   |
| 41  | Wodzisław Śląski     | PZPR                   |
| 46  | Koszalin             | PZPR                   |
| 47  | Szczecinek           | PZPR                   |
| 48  | Kraków-Śródmieście   | ZSL                    |
| 56  | Kraśnik              | PZPR                   |
| 57  | Puławy               | ZSL                    |
| 59  | Łomża                | PZPR                   |
| 61  | Łódź-Śródmieście     | PZPR                   |
| 65  | Nowy Targ            | PZPR                   |
| 71  | Ostrołęka            | ZSL                    |
| 73  | Piotrków Trybunalski | SD                     |
| 75  | Płock                | ZSL                    |
| 76  | Kutno                | „Pax”                  |
| 82  | Białobrzegi          | SD                     |
| 84  | Mielec               | PZPR                   |
| 86  | Siedlce              | ZSL                    |
| 96  | Tarnów               | ZSL                    |
| 98  | Toruń                | ZSL                    |
| 100 | Wałbrzych            | PZPR                   |

### Druga tura wyborów (18 czerwca 1989)

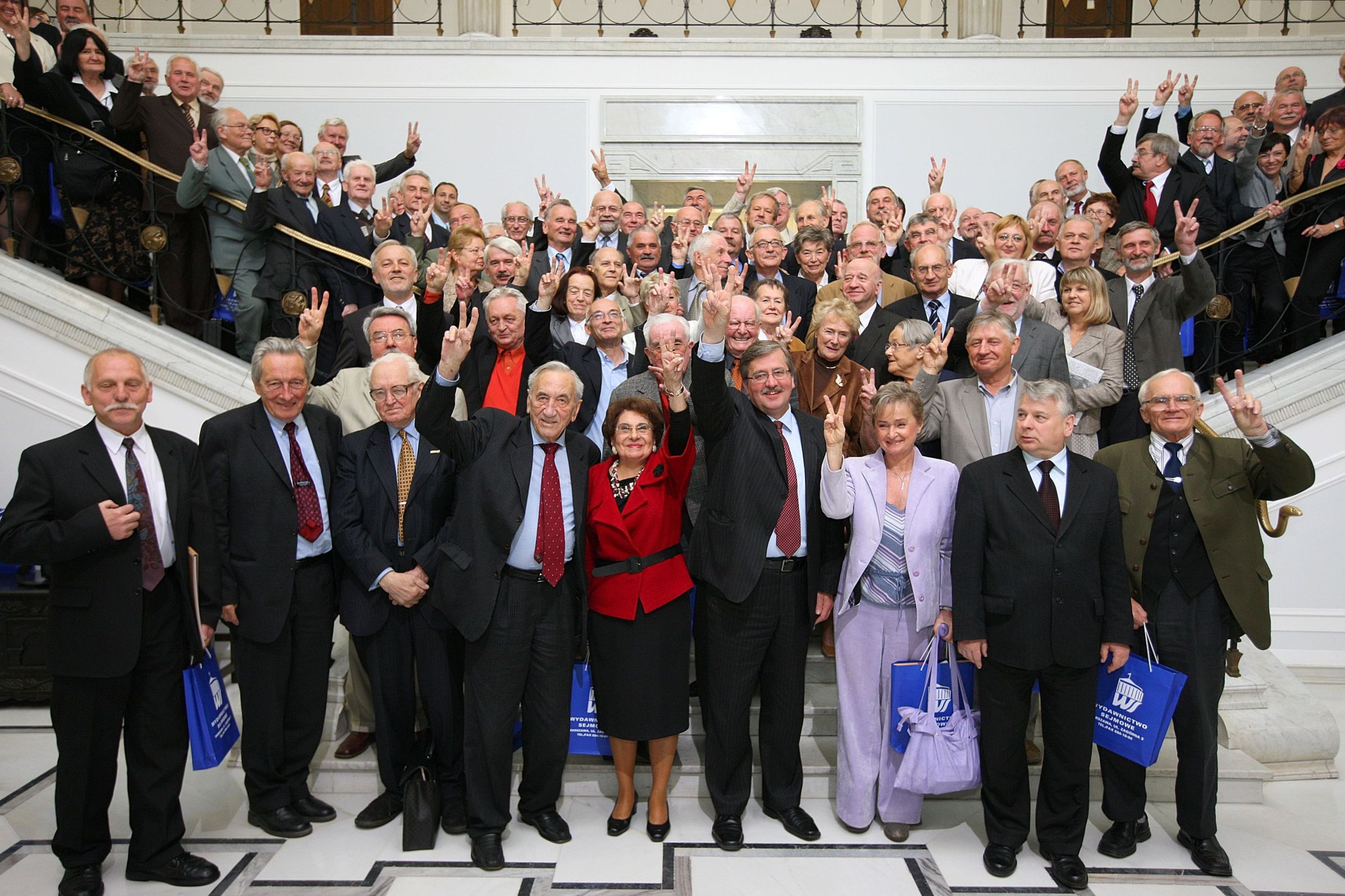
Spotkanie byłych parlamentarzystów Obywatelskiego Klubu Parlamentarnego z Tadeuszem Mazowieckim oraz Bronisławem Komorowskim i Bogdanem Borusewiczem, marszałkami Sejmu VI kadencji i Senatu VII kadencji (2009)

Ponowne głosowanie odbyło się zgodnie z kalendarzem wyborczym 18 czerwca 1989. W trakcie drugiej tury wybrano 295 posłów i ośmiu senatorów.
Andrzej Wybrański z Komitetu Obywatelskiego wywalczył ostatni z dostępnych dla kandydatów bezpartyjnych mandatów w izbie niższej. Zakończono również wybór 294 miejsc przeznaczonych dla puli rządowej – obsadzono 33 mandaty przeniesione między turami z listy krajowej na okręgi oraz 261 mandatów, w których nie dokonano rozstrzygnięcia 4 czerwca. Miejsca w Sejmie obsadzili zgodnie z odgórnym podziałem kandydaci PZPR (171), ZSL (73), SD (27) i koncesjonowanych ugrupowań chrześcijańskich (23). W głosowaniu zwyciężyła przy tym zdecydowana większość kandydatów wspieranych przez lokalne komitety obywatelskie. Swoistym atutem wielu kandydatów, zwłaszcza PZPR, okazała się ich często słaba rozpoznawalność przez wyborców – w konsekwencji posłami zostało zaledwie dwóch członków (Marian Orzechowski, Iwona Lubowska) i jeden zastępca członka (Zbigniew Sobotka) Biura Politycznego KC PZPR, przy czym cała trójka pojawiła się jako kandydaci dopiero po pierwszej turze (w ramach nowego rozdysponowania 33 mandatów z listy krajowej).
W wyniku wyborów do Senatu Komitet Obywatelski uzyskał kolejnych 7 mandatów. Drugi mandat senatorski w województwie pilskim zdobył Henryk Stokłosa, formalnie bezpartyjny przedsiębiorca, cieszący się wsparciem ze strony rządzącej koalicji. Jedynym kandydatem Komitetu Obywatelskiego, który przegrał w wyborach, był Piotr Baumgart. Wbrew pojawiającym się później teoriom, nie był on jedynym kandydatem KO niemającym wspólnego zdjęcia z Lechem Wałęsą (zdjęcia z późniejszym prezydentem nie miało ponad 20 kandydatów KO).
Głosowanie w drugiej turze nie cieszyło się większym zainteresowaniem obywateli. Frekwencja w niej wyniosła 25% (spośród ponad 27 milionów uprawnionych do głosowania). W zależności od okręgu wahała się od 14% (Kraśnik) do 35% (Warszawa-Śródmieście). Relatywnie wyższa była w okręgach, w których startowali kandydaci KO lub otwarcie wspierani przez komitety obywatelskie przedstawiciele koalicji.

## Podział mandatów i ważność wyborów
| Lista wyborcza                       | Zdjęcie | Przewodniczący      | Posłowie | Senatorowie |
| ------------------------------------ | ------- | ------------------- | -------- | ----------- |
| Polska Zjednoczona Partia Robotnicza |         | Wojciech Jaruzelski | 173      | 0           |
| Komitet Obywatelski „Solidarność”    |         | Lech Wałęsa         | 161      | 99          |
| Zjednoczone Stronnictwo Ludowe       |         | Roman Malinowski    | 76       | 0           |
| Stronnictwo Demokratyczne            |         | Jerzy Jóźwiak       | 27       | 0           |
| Stowarzyszenie „Pax”                 |         | Zenon Komender      | 10       | 0           |
| Unia Chrześcijańsko-Społeczna        |         | Kazimierz Morawski  | 8        | 0           |
| Polski Związek Katolicko-Społeczny   |         | Wiesław Gwiżdż      | 5        | 0           |
| Niezależni                           |         |                     | 0        | 1           |
| Razem                                |         |                     | 460      | 100         |

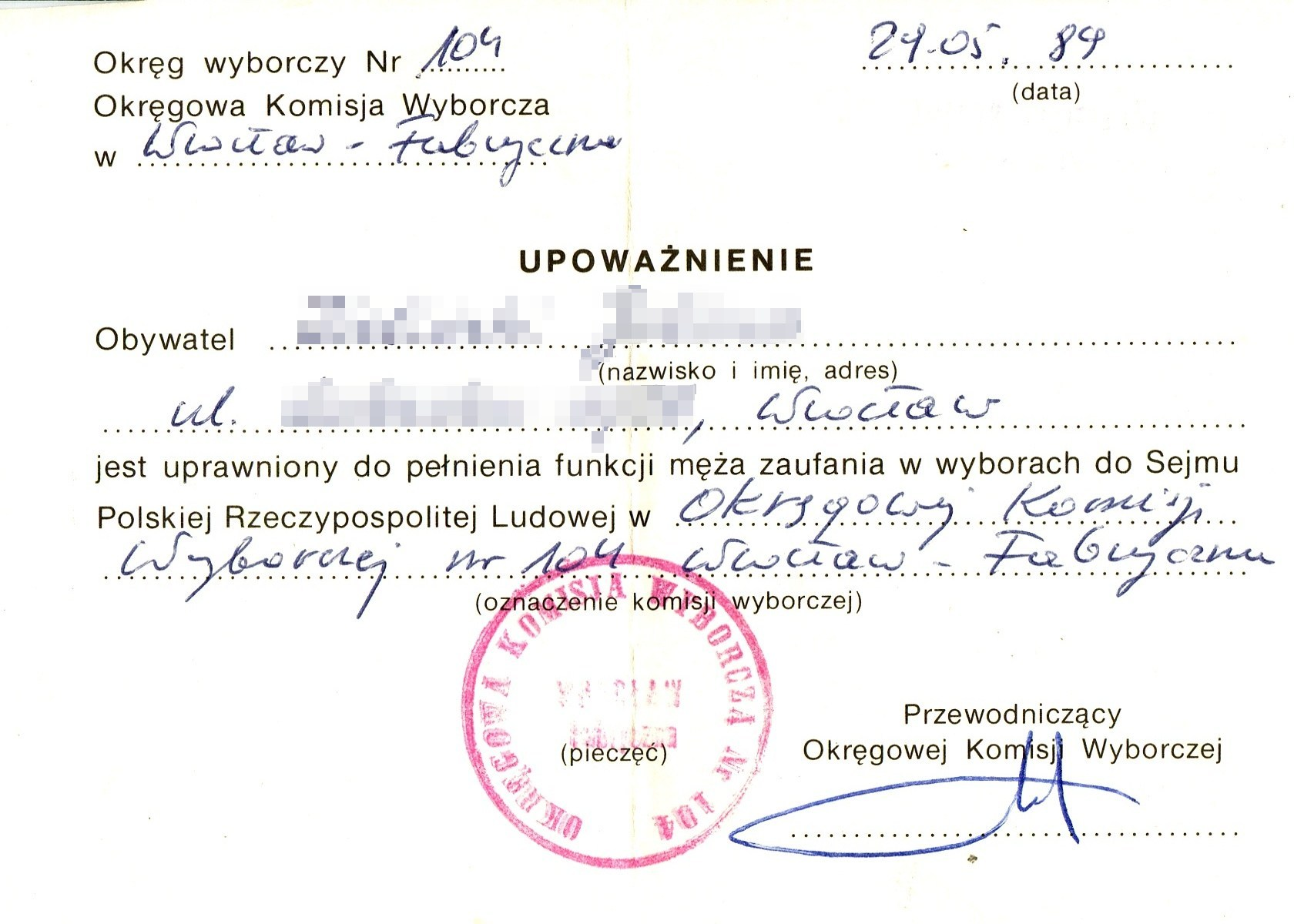
Upoważnienie dla męża zaufania – mężowie zaufania ze strony KO odgrywali istotną rolę kontrolną w trakcie prac komisji wyborczych

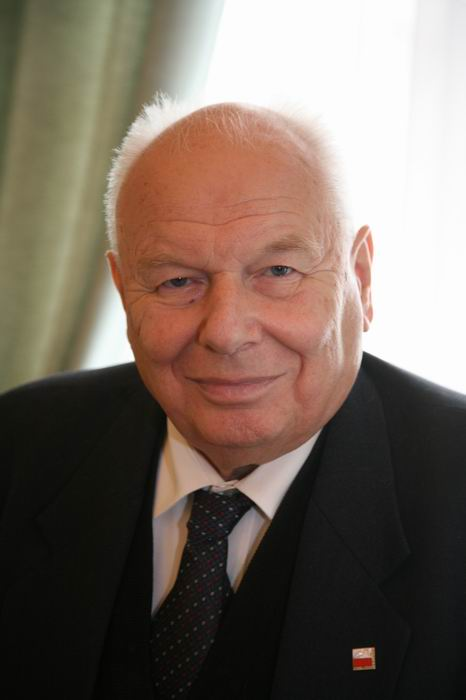
Profesor Andrzej Stelmachowski (KO „S”) po zwycięskich wyborach został marszałkiem Senatu

23 czerwca posłowie i senatorowie z ramienia KO „S” zrzeszyli się w Obywatelskim Klubie Parlamentarnym, na czele którego stanął Bronisław Geremek. 4 lipca obie izby parlamentu zebrały się na inauguracyjnych posiedzeniach – marszałkiem Sejmu został Mikołaj Kozakiewicz z ZSL, a na marszałka Senatu wybrano Andrzeja Stelmachowskiego z OKP.
5 lipca 1989 Sejm i Senat podjęły uchwały w sprawie stwierdzenia ważności wyboru odpowiednio posłów i senatorów. 1 grudnia 1989 na skutek uwzględnienia protestów wyborczych unieważniono jednak wybór posła PZKS w Gdyni Mariana Szatybełki. Spowodowane było to tym, że przed drugą turą wyborów jego kontrkandydat został wykluczony z PZKS i tym samym wykreślony z kart wyborczych – to zaś było sprzeczne z art. 78 ust. 5 ordynacji wyborczej do Sejmu PRL, który stwierdzał, że w ponownym głosowaniu w obrębie mandatu kandydują 2 osoby. Wybory uzupełniające z 11 lutego 1990 wygrał Marian Szatybełko.
Jeszcze przed pierwszym posiedzeniem Senatu pojawiła się konieczność rozpisania pierwszych wyborów uzupełniających do izby wyższej – 29 czerwca 1989, przed złożeniem ślubowania, zmarł bowiem Grzegorz Białkowski.

## Konsekwencje i znaczenie wyborów
Skala zwycięstwa opozycji solidarnościowej i jednoczesny stopień klęski komunistycznej władzy doprowadziły do powstania całkowicie nowej sytuacji politycznej. W ich wyniku, a zwłaszcza wobec upadku listy krajowej, poza parlamentem znalazła się większość czołowych postaci obozu władzy. Przywódca komunistów, Wojciech Jaruzelski, został ostatecznie wybrany na urząd prezydenta przez Zgromadzenie Narodowe większością jednego głosu. Jednak zaproponowany przez niego na premiera Czesław Kiszczak z PZPR nie zdołał utworzyć gabinetu. Umożliwiło to zawiązanie koalicji pomiędzy OKP a ZSL i SD, a następnie powołanie pierwszego niekomunistycznego rządu, na czele którego stanął wywodzący się z „Solidarności” Tadeusz Mazowiecki. Wybory, uznawane czasem za najważniejsze wydarzenie tego roku w Polsce, w rezultacie okazały się wydarzeniem kluczowym dla upadku reżimu komunistycznego, przyspieszenia reform ustrojowych i w konsekwencji narodzin III Rzeczypospolitej. Wyłoniony w ich wyniku parlament jeszcze w tym samym roku przyjął przygotowany przez wicepremiera Leszka Balcerowicza pakiet 10 ustaw gospodarczych, a także dokonał kolejnej nowelizacji konstytucji, dokonując m.in. wykreślenia postanowień o kierowniczej roli PZPR oraz zmiany nazwy państwa z Polska Rzeczpospolita Ludowa na Rzeczpospolita Polska.
Wybory czerwcowe i powołanie w ich konsekwencji pierwszego po II wojnie światowej suwerennego rządu w Polsce również na arenie międzynarodowej są uznawane za sygnał dla innych narodów Europy Środkowo-Wschodniej, a także za kluczowe wydarzenie dla przebiegu Jesieni Ludów.

## Upamiętnienie wyborów

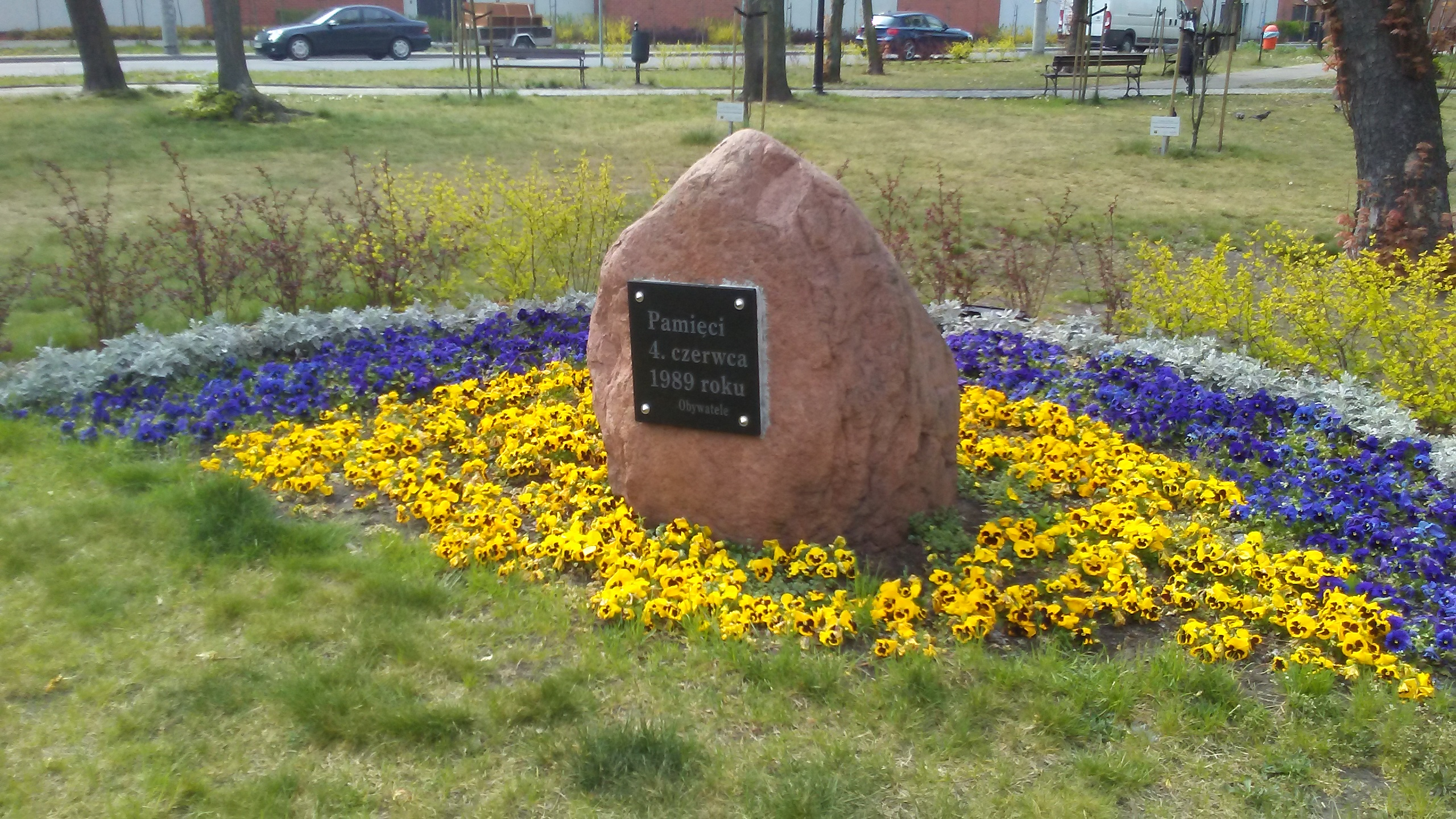
Pamiątkowy głaz z tablicą na skwerze im. 4 czerwca 1989 roku w Tomaszowie Mazowieckim

24 maja 2013 Sejm RP VII kadencji ustanowił dzień 4 czerwca Dniem Wolności i Praw Obywatelskich. 18 grudnia 2013, Senat RP następny rok, na który przypadała 25. rocznica wyborów kontraktowych, ustanowił Rokiem Odrodzenia Senatu w Polsce.
W 2009, z okazji 20. rocznicy wyborów, Narodowy Bank Polski wyemitował monetę okolicznościową o nominale 25 zł wykonaną stemplem lustrzanym w złocie. Poczta Polska w tym samym roku wprowadziła do obiegu znaczek w bloku upamiętniający głosowanie.
Dla upamiętnienia wyborów datą 4 czerwca 1989 nazwano ronda we Wrocławiu (2018) oraz na granicy Gdańska i Sopotu (2019), a także aleję w Warszawie (2014) oraz skwery w Tomaszowie Mazowieckim (2009) i w Poznaniu (2019).